# Inca

Machu Picchu

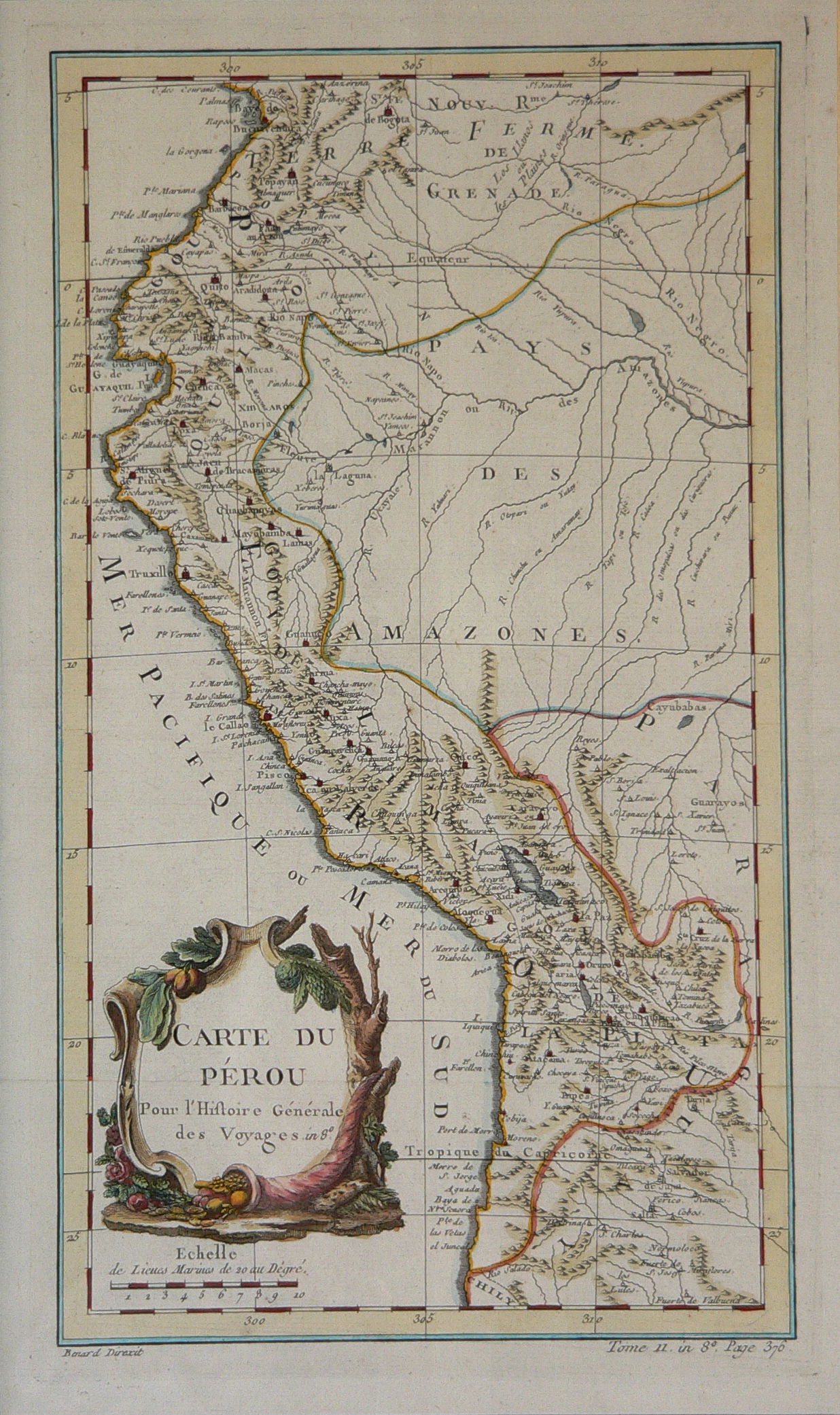
Mappa del Perù del XVIII secolo.

Gli Inca, talvolta anche indicati come Incas, furono gli artefici di una delle maggiori civiltà precolombiane che si sviluppò nell'altopiano andino, tra il XII e il XVI secolo, giungendo a costituirvi un vasto impero.

## Etimologia
Il termine Inca è perlopiù usato come sostantivo, generalmente al plurale (gli Inca), ma viene utilizzato anche come aggettivo per qualificare manifestazioni varie di questo popolo (ad esempio si usano espressioni quali architettura inca, religione inca, scrittura inca). Il complesso delle attività culturali e formative della collettività in esame viene comunemente indicato come civiltà inca, ma non è raro l'utilizzo del termine gli Inca per riferirsi, in senso lato, alla loro cultura.

## Gli Inca: la stirpe

### Origini
Gli studiosi di storia precolombiana si sono sempre domandati se gli Inca fossero stati una stirpe o se fossero giunti nell'attuale Perù a seguito di una migrazione da paesi lontani. Particolari ricerche sono state indirizzate a risolvere il problema esaminando gli aspetti legati alla morfologia, all'archeologia e alla linguistica, mentre altre si sono orientate sullo studio dei miti delle origini tramandati dai cronisti spagnoli.

### Esami morfologici
Già William H. Prescott, nella sua monumentale Conquista del Perù, aveva fatto riferimento a delle differenze riscontrate tra i cranii di Inca e quelli di peruviani comuni. La sua osservazione derivava dalla lettura di “Crania americana”, un'opera del suo compatriota Samuel George Morton, uscita in Filadelfia nel 1839. Morton aveva effettuato delle accurate misurazioni dei crani delle mummie peruviane con tutt'altro scopo. Era un convinto assertore della teoria della poligenesi e tendeva a dimostrare che le etnie umane non derivavano dal medesimo ceppo, inoltre riteneva che la misura del cervello determinasse il livello d'intelligenza. Tuttavia dai suoi studi emergeva che i crani di Inca differivano da quelli dei loro sudditi comuni per un angolo facciale molto più sviluppato.
Le sue osservazioni hanno alimentato per lungo tempo la convinzione che gli Inca appartenessero ad un'etnia estranea alle Ande, ma i moderni ricercatori hanno opposto alcune considerazioni assai penetranti: le ricerche di Morton sono state effettuate su un numero troppo esiguo di reperti per poterle accettare come conclusioni generalizzate. Inoltre non tenne conto delle pratiche di deformazione del cranio, diffuse nel Perù dell'epoca, che differivano da etnia a etnia con risultati anche imponenti.

#### Ricerche sul DNA
Sul piano della ricerca morfologica il quesito è quindi lungi dall'essere risolto, ma in un altro campo della scienza moderna sono in atto delle ricerche promettenti. Alcuni studiosi peruviani intendono infatti procedere alla ricostruzione del DNA degli Inca per effettuare opportuni controlli. Per portare a termine una valida ricostruzione è però necessaria una mummia sicuramente “inca” e solo una di quelle appartenenti all'"élite" del tempo, notoriamente dedita all'endogamia, può dare un risultato sicuro. Le mummie dei regnanti sono però state distrutte, anche se dalle cronache dell'epoca sappiamo che cinque di loro, tre imperatori e due loro consorti, sono state seppellite in un fosso dell'ospedale di Sant'Andrea di Lima. Se il ritrovamento di questi resti consentirà la ricostruzione del codice genetico degli Inca, le ricerche potranno essere eseguite, ma esiste anche un'altra possibilità. L'ultimo sovrano Inca, Túpac Amaru, fu decapitato nella Cuzco coloniale e il suo corpo, con la testa separata, fu inumato in una cappella della cattedrale dell'antica capitale degli Inca. Il suo sepolcro è già stato aperto in passato, ma nessuno ha potuto ottenere dalle autorità ecclesiastiche il permesso di esumare la salma. Recentemente la studiosa spagnola María del Carmen Martín Rubio, del Consiglio Superiore delle Investigazioni Scientifiche (CSIC), ha dichiarato di aver scoperto la tomba di un altro Inca, nel convento di San Domingo del Cuzco e di aver appreso da documenti conservati nel convento stesso che si tratta di Paullu Inca, zio per parte di padre di Tupac Amaru. La sua indiscussa autorità professionale dovrebbe consentirle di effettuare quelle ricerche che ha in progetto di fare sul DNA delle spoglie dei due personaggi, per confrontarle tra loro e con le mummie comuni peruviane, sciogliendo così il mistero dell'origine degli Inca.

#### Linguaggio segreto degli Inca
Garcilaso de la Vega assicura nella sua opera "Commentarios Reales" che gli Inca parlavano una lingua segreta sconosciuta al resto del popolo. Egli attribuisce certezza a questa informazione, asserendo di averla ricevuta da suoi parenti Inca di nobile lignaggio, ma rileva che questa lingua era ormai perduta quando egli scriveva.
Bernabé Cobo ritorna sull'argomento nella sua "Historia del Nuevo Mundo" e conferma Garcilaso. Il gesuita sostiene di aver ricevuto informazioni in proposito da un suo informatore indigeno, Alonso Topa Atau, un nipote dell'antico sovrano Huayna Cápac che gli avrebbe permesso l'accesso alle tradizioni più riservate dell'antica stirpe decaduta. Cobo ha approfondito con il suo interlocutore i particolari della questione e dichiara di aver appreso che gli Inca consideravano questo linguaggio particolare il residuo di quello che parlavano nel luogo natio della loro stirpe. Si tratta della valle di Tampu, in cui è ubicato il luogo sacro di origine della dinastia, secondo i miti riferiti alla nascita dell'eroe primordiale Manco Cápac. Cobo conferma che al suo tempo la lingua non era più in uso e riferisce che sussistevano alcuni vocaboli ma non li cita. Un'ulteriore affermazione ci perviene da un osservatore spagnolo ancora più antico, Rodrigo Cantos de Andrada, che nella sua "Relación de la Villa Rica de Oropesa y minas de Guancavelica" del 1586, descrive l'abitudine degli Inca a usare tra loro un linguaggio "segreto", severamente vietato agli altri sudditi. In mancanza di dati precisi gli studiosi di linguistica hanno elaborato diverse teorie basate sull'interpretazione di alcuni nomi di luoghi o propri di sovrani che sfuggivano a una classificazione tradizionale e che potevano essere riferiti al linguaggio segreto degli Inca. Gli esperti si sono divisi circa la loro attribuzione al quechua o all'aymara ma le loro teorie non hanno raggiunto la certezza. Recentemente la scoperta dell'opera completa di Juan de Betanzos ha permesso di recepire un breve cantare attribuito al linguaggio particolare degli Inca.
Tra gli studiosi cimentatisi nella sua interpretazione, Ian Szeminski ha optato per una derivazione principalmente aymarà del testo con inclusioni di lingue quechua e puquina. Alfredo Torero ha escluso il puquina di cui è dotto investigatore. Rodolfo Cerrón-Palomino, invece, nel suo saggio "El cantar de Inca Yupanqui y la lengua secreta de los incas" ha messo in evidenza come la base del linguaggio segreto degli Inca fosse proprio il puquina. Egli è giunto a questa conclusione, con prove irrefutabili, usando le sue profonde conoscenze linguistiche e le sue esperienze di studi storici sugli Inca. Dalla sua ricostruzione emerge che gli Inca erano originari di una zona prospiciente al lago Titicaca in cui si parlava il puquina, successivamente scomparso. Abbandonata la regione si sarebbero stanziati nei pressi del Cuzco dove dominava la lingua aymará per poi imporre a tutti i loro sudditi il quechua come lingua imperante sull'altopiano andino. Il loro linguaggio segreto sarebbe stato un arcaico puquina, dimenticato con il tempo e preservato solo all'interno dell'élite. La sua ricerca proverebbe pertanto che gli Inca sono originari di un'area estranea alla valle del Cuzco, collocata comunque sull'altopiano andino, nei pressi del lago Titicaca.

#### Ricerche archeologiche

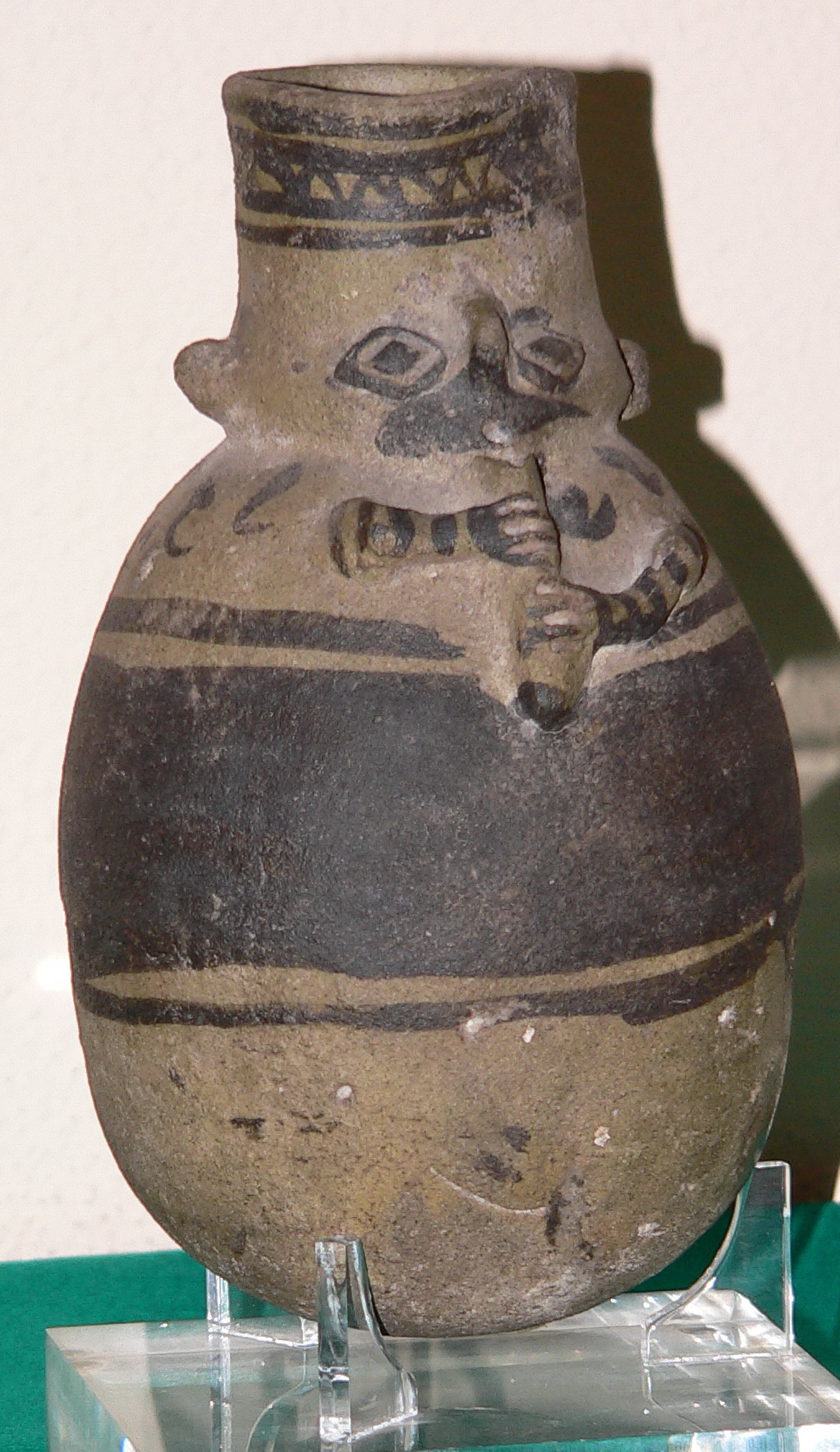
Ceramica Inca.

Malgrado le promettenti premesse iniziali, l'archeologia non ha permesso di dipanare il mistero dell'origine degli Inca. Scavi approfonditi nell'area del Cuzco hanno dimostrato che l'uso della ceramica inca appare improvvisamente su un anteriore substrato estraneo, a riprova dell'arrivo dei suoi utilizzatori, in situ, quando erano già in possesso delle necessarie tecniche artistiche e costruttive. Successive investigazioni su reperti apparentati trovati in altre aree centroamericane non hanno invece consentito di riconoscervi un'origine comune essendo prevalente l'opinione di uno scambio limitato tra diverse culture, principalmente tre. Manufatti di natura inca prevalentemente metallici sono stati in effetti ritrovati in tutto il continente sudamericano, frutto di scambi o di razzie essendo i loro possessori ad un livello culturale nettamente inferiore a quello peruviano. Si osserva che l'esistenza dell'Impero inca era già nota ai portoghesi almeno dieci anni prima della sua scoperta, grazie ai racconti degli indigeni della regione del Río de la Plata con cui erano in contatto. Un avventuriero lusitano, Alejo García, partecipò personalmente nel 1526 a una spedizione/razzia degli indigeni Guaraní giungendo, attraverso la selva, fino ai confini orientali del regno di Huayna Cápac.

#### I miti delle origini
Il ricordo di una migrazione umana dal Centroamerica all'emisfero Sud del continente traspare in numerosi miti raccolti, dai primi colonizzatori spagnoli, già negli anni immediatamente successivi alla conquista. La maggior parte di questi racconti leggendari sono riferiti ad un'indistinta umanità senza distinguere tra le differenti razze, ma alcuni sono specifici di particolari zone geograficamente circoscritte. È questo il caso del suggestivo mito di Naymlap raccolto da Cabello de Balboa che ipotizza una migrazione per mare da Nord fino alle coste centrali peruviane. Si tratta di un antico cantare, molto articolato, che però non ci aiuta a sviscerare il problema delle origini degli Inca essendo attinente solo alle popolazioni della costa.
Diverso è il caso del mito tramandato da Anello Oliva nella sua "Historia del reino y provincias Perù". Anche questo racconto ha per scenario la costa peruviana, ma si riallaccia, nella parte terminale, alla nascita degli Inca. Secondo gli informatori di Oliva i primi abitatori del Perù sarebbero giunti da Nord e si sarebbero stanziati nella punta Sant'Elena il promontorio che anticipa il golfo di Guayaquil per i naviganti che giungono dall'Istmo di Panama. Il loro re, Tumbe, promosse senza esito alcune spedizioni verso il meridione e lasciò il regno a due figli, Quitumbe e Otoya, che ben presto si trovarono in disaccordo. Quitumbe abbandonò il paese con numerosi fedeli e giunse fino all'attuale cittadina di Tumbes, per fondarvi un proprio regno. Otoya invece restò nel luogo di origine, ma si dette a una vita viziosa e scellerata che provocò a lui e ai suoi sudditi un proverbiale castigo. La loro terra venne invasa da una razza di giganti che fecero scempio dei poveri indios. I giganti vennero infine sterminati da un dio giovane e volante che li fulminò tutti dall'alto con dei getti di fuoco, ma era ormai troppo tardi per Otoya, morto in prigione e per il suo popolo decimato e disperso.
Quitumbe frattanto continuava la sua opera di colonizzazione del territorio giungendo con i suoi fino alla valle del Rímac, nei pressi dell'attuale Lima, dopo aver scoperto e popolato la fertile isola di Puna nei pressi di Tumbez. Preso dai suoi sogni aveva dimenticato la moglie che lo aspettava nel regno del fratello e a cui aveva promesso di ritornare, quando era partito dopo la morte di Tumbe. Costei e Llira, era gravida alla sua partenza e lo attese con fiducia, per dieci anni, dopo aver partorito un figlio a cui pose il nome di Guayanay che significa "rondine". La notizia delle conquiste di Quitumbe giunse infine alla giovane che comprese di essere stata abbandonata. Tramutatosi il suo dolore in odio, Llira cercò il modo di ferire, il più crudelmente possibile, lo sposo infedele. Nella sua ira maturò il disegno di rivolgere la sua vendetta sul figlio comune, immolandolo al suo risentimento e avrebbe dato corso al suo insano proposito se un'aquila non fosse intervenuta a rapire il fanciullo poco prima del sacrificio.
Guayanay venne lasciato dal provvidenziale rapace in un'isola flottante che si spostava sul mare e imparò ben presto a sopravvivere alle avversità della natura. Il racconto prosegue narrando le peripezie del giovane che, dopo qualche anno di solitudine, si arrischiò a guadagnare la terraferma, ma venne catturato da alcuni indigeni. Venne destinato al sacrificio, ma ancora una volta la sorte gli fu benigna. Una fanciulla del luogo, Cigar, la figlia del capovillaggio si invaghì di lui e lo liberò prendendo la fuga insieme al suo innamorato. Dovettero lottare contro gli inseguitori, ma Guayanay era forte e coraggioso e uccise quattro guerrieri, mettendo in fuga gli altri. Infine furono in mare con quattro compagni e raggiunsero l'isola flottante.

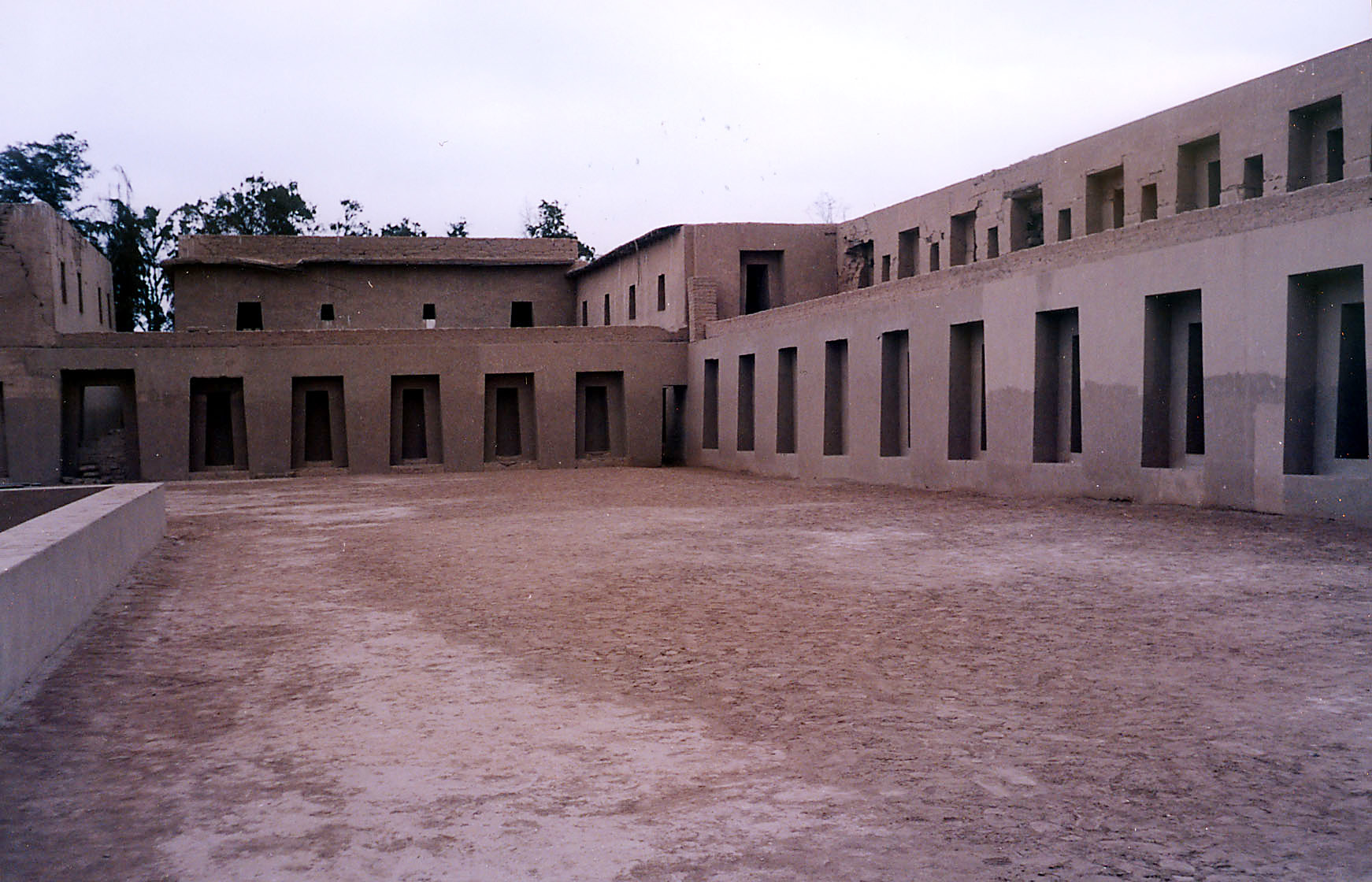
Il tempio di Pachacamac.

Quitumbe nel frattempo era deceduto, ma prima di morire aveva edificato il santuario di Pachacamac e, benedetto dalla divinità, aveva risalito le Ande e fondato il regno di Quito. Il suo erede Thoma aveva emanato severe leggi contro l'adulterio e a far le spese delle nuove disposizioni era stato proprio uno dei suoi figli che, colto in flagrante, era stato costretto alla fuga assieme ad altri suoi compagni per fuggire alla morte. Inseguiti da presso erano giunti fino al mare e si erano avventurati sulle onde a bordo di una zattera di fortuna. Una tempesta li aveva scaraventati proprio sull'isola di Guayanay e i due gruppi si erano fusi in uno solo. Alla morte di Guayanay, suo figlio Atau si trovava alla testa di un gruppo di più di ottanta uomini e l'isola non era più in grado di sostentare una tale moltitudine. Atau era però avanti negli anni e non si sentì di affrontare i pericoli di un viaggio in terraferma, che ormai si rendeva indispensabile, perciò invitò suo figlio a condurre il gruppo dei sopravviventi alla ricerca di una terra in cui vivere. Il giovane condottiero si chiamava Manco ed era destinato a fondare l'impero degli Inca.
Manco non si fece pregare per lasciare l'isola. La sua nascita era stata accompagnata da fausti presagi e il suo popolo si attendeva di essere guidato da lui verso la prosperità per cui tutti furono lieti di accettare il suo invito a seguirli sulla terraferma. I partenti si divisero in tre gruppi, ognuno su una flottiglia di canoe. Due di questi gruppi si diressero verso Sud e, malgrado avessero convenuto di far avere loro notizie, nessuno seppe più nulla di loro.
L'altro gruppo, con Manco alla testa, stanco delle traversie occorse sul mare, distrusse le canoe e si inerpicò sulle Ande. Dopo un lunghissimo peregrinare raggiunsero il lago Titicaca che presero per un altro mare, data la sua grandezza. Altre genti abitavano il luogo e Manco ebbe un'idea. Abbandonati i suoi compagni, si nascose in una caverna raccomandando ai suoi seguaci di sostenere di essere lì per onorare il figlio del Sole, la cui imminente nascita in quei paraggi era stata pronosticata da alcuni oracoli.
Pur non comprendendone la ragione i suoi accompagnatori sostennero questa versione quando furono interrogati dai nativi che li guardavano con sospetto. Il sospetto si tramutò in incredulità, quando fu noto il motivo della loro venuta, tuttavia furono lasciati girovagare, seppur guardati a vista.
Quando giunsero nella località di Pacaritambo, da una caverna a tre uscite, videro sorgere un giovane splendente i cui abiti, ricoperti di scaglie d'oro, riflettevano il sole. Era Manco che i suoi fedeli riconobbero immediatamente, ma che intuendo il suo disegno, onorarono come una divinità. Gli indigeni che erano con loro, semplici e ingenui, si unirono alle loro genuflessioni e, in breve, la novella si sparse per tutta la regione. Il dio Sole aveva mandato un figlio sulla terra per governare gli uomini. L'epopea degli Inca era iniziata.
Questo mito è assai suggestivo perché abbraccia tutta la presunta storia degli Inca dal loro ingresso in Perù fino alla nascita della dinastia che avrebbe dominato l'altipiano andino, tuttavia ha il difetto di essere isolato, anche se la modalità della comparsa di Manco ha riscontri anche in altre leggende. Gli spagnoli che per primi investigarono sulle origini della stirpe che avevano appena sconfitto riportarono, però, dei racconti più consoni alla dignità del capostipite degli Inca che era raffigurato come un veritiero figlio del Sole, chiamato Inti.
Il più importante di questi miti ci è stato tramandato da Pedro Sarmiento de Gamboa nella sua "Segunda parte de la historia general llamada indica" del 1572 ed è conosciuto generalmente come la "Leggenda dei fratelli Ayar". 

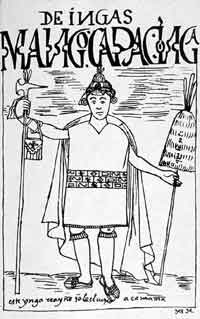
Manco Capac (Guaman Poma de Ayala).

Anche in questo caso Manco nasce in Pacaritambo, da una caverna situata nella collina di Tambutoco, ma assieme a lui sorgono altri tre fratelli e quattro sorelle, tutti usciti dalla finestra centrale, mentre da due aperture laterali prendono vita altre persone destinate a costituire il popolo Inca. Il mito prosegue narrando le vicissitudini di queste genti che si spostano per la contrada cercando delle terre fertili. Durante la loro marcia tre dei fratelli abbandonano la compagnia, uno, di nome Ayar Cache, eliminato per la sua ferocia; un altro, Ayar Ucho, trasformato in pietra a scopi magico-religiosi e il quarto, Ayar Auca, autoimmolatosi nella conquista della sede del futuro regno, che avrebbe avuto nome Cuzco. Rimasto solo Manco, ormai chiamato Manco Cápac, il possente signore incontrastato, accasatosi con una delle sorelle, Mama Ocllo, avrebbe dato origine alla dinastia Inca.
Garcilaso Inca de la Vega presenta una variante di questo mito assai apprezzata per la forma poetica con cui è stata immortalata nei suoi "Commentarios reales". La coppia primordiale è qui unica, costituita da Manco Capac e da Mama Ocllo e sarebbe nata dalla mitica finestra sulla collina di Tambutoco, generata da Inti, il Sole con il compito di cercare il sito più adatto per fondarvi la futura stirpe degli Inca. A questo scopo avrebbe avuto in dono una verga d'oro con cui saggiare il terreno per provarne la fertilità. Dopo vari tentativi e lunghe peregrinazioni i due sposi, fratello-sorella, sarebbero giunti nella zona del Cuzco dove la verga, appena appoggiata a terra sarebbe sprofondata senza sforzo. Rese grazie al divino genitore, Manco Capac e Mama Ocllo, avrebbero costruito un tempio in suo onore e successivamente attorno a questo sacro edificio avrebbero fondato la futura capitale dello stato inca.
Oltre a questi miti ufficiali che celebravano la maestà degli Inca, gli spagnoli hanno raccolto altre tradizioni meno edificanti che mettevano l'accento piuttosto sull'impostura di Manco Capac, già adombrata nel racconto di Oliva. Secondo queste versioni Manco sarebbe stato il figlio di un capo locale, educato fin dalla fanciullezza a credersi figlio del Sole e avrebbe finito per identificarsi talmente nella parte al punto di dimenticare la sua vera origine. Al momento opportuno, quando cioè sarebbe apparso agli ingenui abitanti dell'altipiano andino, avrebbe impersonato il proprio personaggio con una naturalezza così spontanea da convincere facilmente i suoi futuri sudditi ad accettarlo come sovrano.
Accanto a questo mito, raccolto nelle "Informaciones a Vaca de Castro", esiste anche una variante francamente dispregiativa che sostituisce il genitore di Manco con una fattucchiera di dubbia moralità che lo avrebbe allevato con lo scopo di preparare l'inganno sulla sua nascita aiutandosi con pratiche magiche e ignobili sortilegi. Queste versioni, ovviamente, furono il risultato di racconti attinti presso le etnie nemiche degli Inca e a loro soggette prima dell'arrivo degli spagnoli. Le riporta, tra gli altri, Felipe Guaman Poma de Ayala, nella sua "Nueva Corónica y Buen Gobierno".

#### Conclusioni

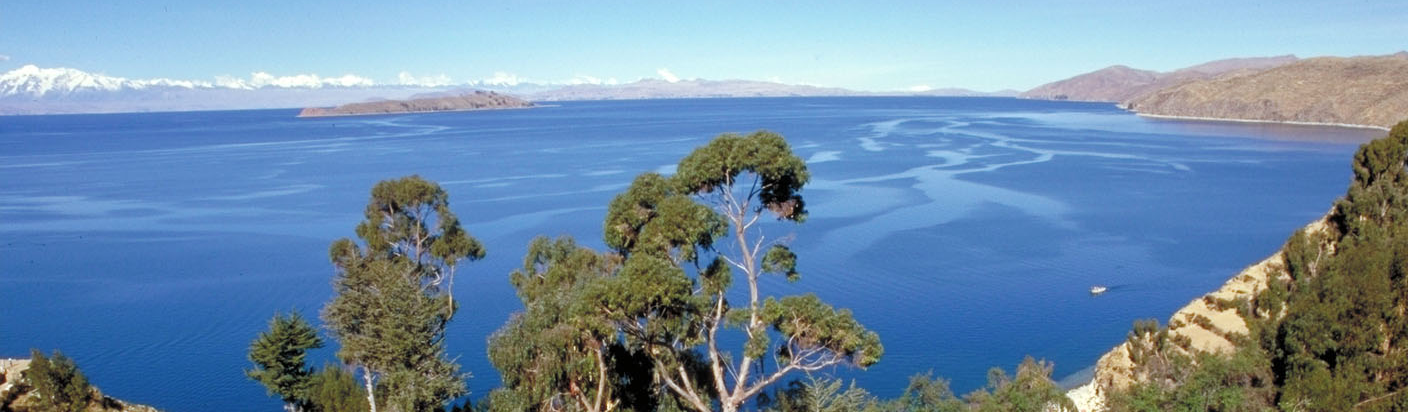
Titicaca, il lago navigabile più elevato del mondo: 3.811 metri. È lungo 150 km e profondo 300 m

La comparazione delle ricerche effettuate nei vari campi di indagine non permette di risolvere con certezza il mistero dell'origine degli Inca, tuttavia consente di proporre delle ipotesi ragionevolmente probabili sulla loro appartenenza al ceppo andino, a sua volta derivato da una remota migrazione dal Nord del continente. Il loro linguaggio, probabilmente puquina, è riferito ad un idioma usato in una località sulle sponde del lago Titicaca. Tutti i miti che li riguardano hanno in comune l'identificazione del loro luogo di origine in una zona sempre collocata nei pressi di questo lago. La loro presenza nel Cuzco è preceduta da una peregrinazione nella regione, sempre partendo dal grande specchio d'acqua. Infine, nella storia degli Inca troviamo innumerevoli riferimenti alla zona del lago ritenuta sacra ed oggetto di pratiche di devozione anche significative.
Per questi motivi, la maggior parte degli investigatori sulle antichità incaiche sono concordi nel ritenere che gli Inca derivano da una particolare etnia andina costretta a lasciare la propria zona d'origine, nei pressi del lago Titicaca, per una qualche calamità naturale o per un'invasione straniera. La ricerca di un nuovo territorio avrebbe richiesto parecchi anni e faticose traversie attraverso scontri con altre tribù ostili ed avrebbe avuto fine soltanto con il loro ingresso nella conca del Cuzco, scarsamente abitata e oggetto di facile conquista. Solo a quel momento avrebbe avuto inizio la vera storia degli Inca.
Fanno eccezione alcuni studiosi tra cui Louis Baudin (Il Perù degli Inca) e José Imbelloni (La esfinge indiana) che propendono per un'origine polinesiana dei peruviani, Inca compresi, ma la loro resta una tesi isolata seppur appoggiata da suggestive argomentazioni.

### Storia

#### L'insediamento nel Cuzco
Quale che sia la loro origine, agli albori del XIII secolo gli Inca erano stabilmente stanziati nella valle del Cuzco. Non erano l'unica comunità che abitava la valle, perché dai racconti che ci sono stati tramandati, apprendiamo che dovevano dividere il territorio con altre tribù consanguinee e, probabilmente, con genti autoctone che avevano trovato in situ al loro arrivo. La loro storia, in quei lontani frangenti, non si dovette differenziare di molto da quella abituale delle varie etnie andine, caratterizzata da un rude lavoro agricolo inframmezzato da sporadiche scaramucce per il controllo dei terreni coltivabili.
Un unico fattore li differenziava dalle altre genti: il possesso del tempio che avevano edificato nel Cuzco e che era divenuto il punto di riferimento per le pratiche culturali di tutta la vallata. Il prestigio degli Inca era legato a quello del loro luogo sacro e dipendeva, ovviamente, da quello dei loro sacerdoti che esercitavano un'importante attrazione in tutta la contrada. I capi dell'etnia Inca non avevano un potere riconosciuto altro che tra la loro gente. Erano dei "Sinchi", ovvero dei capi militari scelti per l'occasione, in caso di necessità belliche e destinati a lasciare il potere a pacificazione raggiunta. I loro nomi sono significativi: il successore di Manco Cápac si chiamava Sinchi Roca e il capo venuto dopo di lui Lloque Yupanqui, dove "Lloque"" sta per mancino e "Yupanqui" per memorabile.
Le storie che li vedono protagonisti narrano le loro alleanze con le altre tribù che, secondo la tradizione andina, sarebbero state conseguite per mezzo di matrimoni di convenienza. Abitavano nel tempio del Cuzco e il loro potere non era distinto da quello dei sacerdoti. Il fatto che l'edificio del culto fosse collocato nella metà inferiore della città, detta Hurin Cuzco e attribuita a Mama Ocllo lascia pensare a una preponderanza matriarcale rispetto alla metà superiore, Hanan Cuzco, appannaggio di Manco, ma questa teoria deve essere considerata solo tale in mancanza di valide conferme.

#### Dalla tribù allo Stato
Un cambiamento significativo si manifesta durante il regno del quarto sovrano. La sua figura è sempre mitica, ma il corpo di leggende che lo riguardano, pongono l'accento su una nuova concezione dei rapporti con le etnie confinanti. Già il suo nome, Mayta Capac si riallaccia a quello dell'eroe primordiale Manco, in quanto si appropria dell'epiteto "Capac" che è proprio di un signore assoluto. Gli Inca non avevano l'esclusività di questo titolo, il quale era diffuso sulle Ande ed identificava il capo supremo delle varie etnie, ma il solo fatto di definire il loro supremo rappresentante con questo epiteto è segno che la loro comunità tendeva ormai a considerarsi una nazione.
Secondo i racconti che lo riguardano, Mayta Capac si scontrò con gli Alcabizas, una tribù consanguinea agli Inca che si vantava di discendere da Ayar Uchu, un fratello di Manco che come lui sarebbe nato dalla mitica caverna di Pacaritambo. Non si trattava più di attrarre le altre comunità con la maestà del tempio del Cuzco, quanto piuttosto di dominarle. Questa nuova politica non deve aver incontrato l'appoggio dei sacerdoti che volevano diffondere la loro supremazia grazie soltanto alle pratiche religiose, sono infatti note le divergenze tra il potere sacerdotale e quello regio che questo sovrano dovette risolvere.
La sua opera avrebbe trovato la sua naturale continuazione sotto il suo successore, Capac Yupanqui, anche lui un "Capac" e anche lui in contrasto con i sacerdoti. Sotto la sua guida gli Inca avrebbero consolidato la politica egemonica che doveva distinguerli, confederando tutte le tribù vicine in un'alleanza di cui si riservavano la conduzione. Era una novità assoluta per l'altipiano andino oltre che un passo importante per la futura costituzione di un impero.

#### Dallo stato all'impero
Il superamento del potere sacerdotale a vantaggio di quello regio non poteva risolversi pacificamente ed infatti assistiamo ad un'epoca di torbidi. Il regno di Capac Yupanqui finì tragicamente e il suo successore non parve intenzionato a scontrarsi con i ministri del culto. Il suo nome era quello di Inca Roca e segnava un'innovazione notevole nella gerarchia del Cuzco. Per la prima volta, un sovrano, non si rifaceva alla maestà di un "Capac", ma si fregiava del titolo di Inca, rivendicando orgogliosamente la sua differenza rispetto agli altri capi del territorio. Inoltre apparteneva alla metà Hanan Cuzco e avrebbe fissato la sua reggia nella parte superiore della città, abbandonando il tempio che era stata la dimora dei suoi predecessori.
Da allora il potere regio e quello sacerdotale risultarono definitivamente distinti anche se la supremazia dell'uno sull'altro restava da essere determinata. Comunque Inca Roca seguì la politica di Capac Yupanqui nei riguardi delle altre etnie ampliando considerevolmente la supremazia del Cuzco grazie a delle guerre vittoriose.

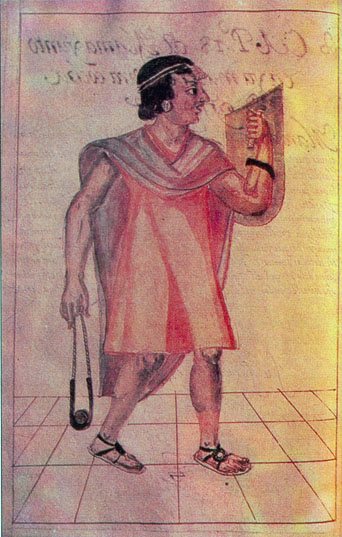
Pachacutec (da un dipinto nell'opera di Murua)

Il castello politico costruito da questo sovrano sembrò però sul punto di crollare quando il nuovo sovrano Yahuar Huacac venne assassinato e la confederazione tanto faticosamente costruita si sfasciò precipitando il paese nell'anarchia. Sembrava la fine dell'egemonia degli Inca, ma un nuovo sovrano seppe risuscitare la scomparsa alleanza ristrutturando la rete di alleanze provvisoriamente compromessa. Si trattava di Viracocha Inca, l'ultimo campione della confederazione Inca. Questo sovrano manifestò una notevole capacità organizzativa, ampliando considerevolmente i suoi domini, ma non si dimostrò all'altezza dei suoi compiti, quando si presentò un pericolo esterno particolarmente angoscioso per la sopravvivenza stessa dello Stato Inca.
Si trattava dello scontro con un'altra confederazione, quella dei Chanca, che si era ritagliato un potere simile a quello degli Inca a Nord del Cuzco. Il confronto era per la vita e avrebbe determinato il possesso dell'intera regione, ma l'ormai anziano monarca non si sentiva in grado di combattere e fu un altro a raccogliere la sfida. Si trattava di Inca Yupanqui, uno dei figli di Viracocha che sarebbe stato conosciuto con il titolo di Pachacútec o Cataclisma, il riformatore del mondo. Pachacutec ebbe il merito non solo di sconfiggere i Chanca, intorno al 1400, ma soprattutto di comprendere che le limitate strutture confederative dello Stato Inca non si prestavano più alla posizione politica che si era determinata.
Sotto la sua guida, lo Stato Inca si trasformò in un impero conglobando tutte le etnie che ne facevano o che ne avrebbero fatto parte. La perdita della sovranità delle varie nazioni venne mitigata con un riconoscimento sostanziale delle diversità religiose e delle consuetudini locali, ma ogni velleità di indipendenza venne inesorabilmente schiacciata.
In pochi anni il territorio delle Ande divenne soggetto interamente alla legge del Cuzco e gli Inca si trasformarono in una classe dominante tesa però a fondere la massa dei loro sudditi in un unico popolo di cui, loro, erano, nello stesso tempo, i dominatori e i garanti dell'equilibrio socio politico. I suoi successori, Túpac Yupanqui e Huayna Cápac, continuarono la sua opera, portando i confini dell'impero dall'Ecuador al Cile e soprattutto consolidando la nuova struttura della società secondo i canoni previsti dal suo fondatore.

## Gli Inca: la civiltà

### La società
La società inca, nella fase imperiale, era suddivisa in classi sociali distinte e determinate, facendo riferimento alla città di Cuzco. All'apice della costruzione piramidale risiedeva l'Inca supremo, garante del legame con le forze celesti che presiedevano alla continuità dell'impero. Seguivano i sacerdoti che erano visti come gli interpreti del volere delle divinità. Gli altri componenti della classe dominante, genericamente appellati "Inca", i nobili o i signori, erano preposti alla conduzione delle strutture imperiali. I "curaca", i capi delle etnie conquistate, mantenuti nel loro potere, erano i responsabili del potere esecutivo nelle singole province. Il popolo, infine, in cui si raggruppava la massa complessiva dei sudditi, forniva la necessaria manodopera per la sopravvivenza dell'intero sistema. In epoca tarda si manifestò la nascita di una classe ulteriore: quella degli yanacona, i servi particolari dei signori, a metà strada tra la condizione di servitù e quella di inservienti, anche di alto livello. Ma la vera forza dell'impero era costituita dai contadini e dagli abitanti dei villaggi andini riuniti in ayllu. Ognuno di questi gruppi possedeva della terra coltivabile (“marca”) ed era protetto da un suo antenato, a volte identificato con: un animale, una roccia, un fiume o un lago. Ciascun villaggio era governato da un consiglio di anziani o da un capo-villaggio.

#### Il sovrano
L'Inca supremo, detto Qhapaq inca, ovvero signore assoluto, godeva di altri appellativi. I suoi sudditi erano soliti rivolgersi a lui chiamandolo Sapa Inca, unico signore, ma anche "Intip Churin", figlio del Sole o "Guaccha Cconcha", protettore dei poveri.
Il suo potere era assoluto e godeva di prerogative che rispecchiavano la sua presunta origine divina. Il cerimoniale che regolava la sua esistenza era improntato alla più elevata munificenza. Abitava in un palazzo appositamente costruito per il nuovo sovrano ad ogni successione al regno, mentre le dimore dei suoi predecessori restavano appannaggio delle loro famiglie. I suoi abiti, tessuti con le lane più fini, venivano cambiati ogni giorno e i suoi cibi sofisticati e variegati venivano preparati da una legione di cuochi. Usava vasellame d'oro ed era servito da uno stuolo di concubine scelte tra le fanciulle più avvenenti e più nobili dell'impero. Si spostava soltanto su ricche lettighe accompagnato da una guardia del corpo costituita dai nobili più prestanti. Le sue insegne erano costituite dalla "mascapaicha" una fascia che gli cingeva la fronte, sormontata dal llautu, una frangia di cordoncini rossi, circondati d'oro, che pendevano sulla fronte e il suo capo era ornato da tre piume nere dell'uccello sacro Curiquingue che solo lui poteva portare. Le sue armi erano costituite da un'alabarda, solitamente d'oro e da uno scudo con le sue insegne personali.
Il sovrano Inca, per preservare la purezza della stirpe, era solito sposare la propria sorella, almeno negli ultimi anni dell'impero, tuttavia altre consorti succedanee erano scelte nelle più nobili famiglie per garantirgli degli eredi. La successione al regno era vissuta come una vicenda traumatica che, sovente, cagionava delle sommosse anche sanguinose. I figli di un sovrano inca erano infatti assai numerosi e godevano tutti, tranne quelli nati dalle concubine, delle prerogative del sangue paterno, differenziandosi invece per la parentela materna. La nobiltà della madre divenne quindi un fattore determinante tanto da potersi parlare di una discendenza matrilineare. La scelta dell'erede privilegiava di solito la prole della consorte ufficiale, ma l'inettitudine di un pretendente lo faceva scartare dalla successione, per cui le famiglie delle spose principali erano solite tessere trame e congiure per far eleggere un proprio congiunto.
Per ovviare a questa pericolosa congiuntura i sovrani inca presero l'abitudine di associare al regno il figlio più meritevole al fine di saggiarne le capacità, salvo a rilevarlo dall'incarico in caso di manifesta inettitudine. Ciò malgrado l'occasione della successione di un monarca segnò sempre, nell'impero, un momento di tensione gravida di gravi conseguenze politiche e sociali, costituendo la più importante manifestazione di instabilità delle istituzioni incaiche.

#### I ministri del culto
Il corpo sacerdotale, diretto da un sommo sacerdote, detto Villac Umu, rivestì sempre, nell'impero incaico una funzione importante, in alcuni casi anche in aperta contrapposizione al potere regale. Non tutti i sacerdoti godevano peraltro dello stesso prestigio. Esisteva una stretta gerarchia tra gli officianti del culto legata alle varie divinità a cui erano preposti. I principali corpi sacerdotali erano quelli di Inti, il dio Sole e quelli del dio Viracocha, ma anche quelli devoti a "Illapa", il dio del tuono e del fulmine e alla huaca di Huanacauri godevano di una considerazione elevata.
Tutti costoro erano destinatari dei proventi delle terre attribuite agli dei e coltivate dalle varie comunità. Solitamente la vastità degli appezzamenti era inferiore a quelli dell'Inca o del popolo, ma erano tuttavia sufficienti per garantire al corpo sacerdotale una condizione di relativa agiatezza.
Seguivano poi una serie di officianti minori divisi per varie caratteristiche. Tra costoro possiamo annoverare i celebranti dei sacrifici e gli indovini, divisi tra quelli che pronosticavano l'avvenire consultando le viscere delle vittime e quelli che esercitavano le loro pratiche divinatorie interrogando le huaca o interpretando altre manifestazioni naturali. Nell'ultimo stadio si collocavano i praticanti di magia naturale che compivano vari sortilegi assai diffusi tra il popolo minuto.

#### L'élite
Gli Inca costituivano una vera e propria casta all'interno dell'impero con caratteristiche di esclusività e di preminenza nei riguardi dei sudditi comuni. I suoi componenti appartenevano alle panaca, le famiglie create da ciascuno dei sovrani che si erano succeduti sul trono, undici all'epoca di Huayna Cápac oppure ad altre cinque schiatte di altrettanto nobili natali, pure esse denominate panaca. Completavano la schiera degli appartenenti alla classe nobile i componenti dei dieci Ayllos custodi, una sorta di allargata guardia del corpo del sovrano con compiti di salvaguardia della sicurezza del regno.
L'appartenenza a questa ristretta élite era determinata da vincoli di consanguineità e nessuno poteva accedervi se non per diritto di nascita. Facevano eccezione i cosiddetti "inca per privilegio", una limitata categoria di individui comuni che si erano distinti per eccezionali meriti militari e che venivano accolti nella schiera della nobiltà in considerazione delle qualità dimostrate in battaglia.
Il diritto di nascita era un requisito essenziale per l'accesso alla condizione di "Inca", ma di per sé non garantiva, in modo assoluto, l'accettazione dei singoli individui. I giovani aspiranti, dopo lunghi studi nelle più diverse discipline, dovevano infatti sottoporsi ad un duro tirocinio e, al culmine di difficili prove, anche cruente, ricevevano, in caso di successo, il beneplacito del monarca. Questa sorta di iniziazione, detta huarachico, terminava con una solenne cerimonia che prevedeva la foratura dei lobi auricolari e l'introduzione al loro interno di quei dischi d'oro che erano l'insegna della casta e che avrebbero procurato agli Inca l'appellativo di "orejones" da parte degli spagnoli. Da quel momento il nuovo inca entrava a far parte della nobiltà e poteva impiegarsi in uno dei numerosi compiti che comportava la sua raggiunta condizione.
La vita dei nobili inca non era di tutto respiro. La guerra li impegnava in modo preponderante, ma dovevano anche sobbarcarsi tutte le pratiche amministrative che reggevano la complessa macchina statale e provvedere alla conduzione dello Stato. Poiché erano gli unici a conseguire le necessarie conoscenze tecniche e giuridiche, dovevano anche sopportare l'onere di amministrare la giustizia e di pianificare gli immensi lavori architettonici ed agricoli che hanno caratterizzato la civiltà inca. La vita di un nobile inca era intensa e laboriosa. Era allietata dalle feste grandiose a cui era ammesso, ma era anche piena di responsabilità. Tuttavia, ai suoi occhi, proprio per la consapevolezza di partecipare alla realizzazione di un grande impero che trascendeva il singolo individuo, era un'esistenza degna di essere vissuta.

#### La nobiltà locale: icuraca
Gli Inca erano soliti conservare le gerarchie dei territori conquistati quando l'ingresso nell'impero avveniva pacificamente. In caso invece di occupazione a seguito di resistenze armate, i promotori dell'opposizione alle armate imperiali erano, di norma, sostituiti con personaggi favorevoli al potere imperiale.
Ai capi dei territori annessi, chiamati "curaca", erano lasciate tutte le prerogative di cui godevano prima dell'arrivo degli Inca; da loro era solo pretesa una completa sottomissione alle istituzioni incaiche. Di fatto conservavano intatta l'autorità nei confronti dei loro amministrati ma dovevano rendere conto del proprio operato alla corte del Cuzco. I loro figli erano tradotti nella capitale, ufficialmente per frequentare le scuole dell'impero ma anche per svolgervi la funzione di ostaggi, a garanzia della fedeltà dei loro padri. La permanenza al Cuzco degli eredi dei capi locali permetteva altresì di educarli al rispetto delle istituzioni dell'impero e alla morte dei loro genitori di prepararli alla funzione di futuri responsabili delle varie province.
La successione dei "curaca" avveniva solitamente per via patrilineare, privilegiando di norma il figlio maggiore, ma le usanze locali erano rispettate e in alcune contrade, specie in quelle della costa del Pacifico, si osservava il passaggio dei poteri in via matrilineare. Il candidato prescelto era tuttavia soggetto all'approvazione dell'Inca supremo e in caso di manifesta incapacità era immediatamente sostituito con un congiunto ritenuto più idoneo. I capi delle regioni più importanti erano trattati in maniera consona al loro rango e la corretta amministrazione dei territori loro affidata era premiata con munificenza. Ricevevano onori e privilegi e spesso potevano accasarsi con una nobile del Cuzco che, in alcuni limitati casi, poteva essere addirittura una principessa imperiale; in cambio offrivano le loro figlie o congiunte all'harem del sovrano, allacciando così dei legami parentali che legavano reciprocamente Inca e curaca con un vincolo di consanguineità.

#### Il popolo
L'unità di parentela basilare della struttura sociale andina era l'ayllu, un vocabolo quechua riferito a una sorta di famiglia allargata, estesa a tutti i discendenti di un avo ancestrale comune, che vedeva partecipare i suoi membri al diritto collettivo delle terre assegnate.
Tra i componenti dell'ayllu esisteva una solidarietà assoluta. I compiti individuali erano ripartiti tra i suoi membri sia in caso di impedimento di uno o più individui, sia in caso di assenza per operazioni di guerra, sia in caso di malattia o decesso del singolo. L'ayllu riceveva in dotazione una porzione di terra e la coltivava a beneficio di tutte le singole famiglie che partecipavano alla sua composizione e rispondeva collettivamente del comportamento dei suoi elementi. Al suo interno i singoli si organizzavano in famiglie tradizionali, ma conservavano tuttavia il legame comune.
L'attività dell'indigeno comune era prevalentemente agricola e consisteva nella coltivazione delle terre dell'ayllu e di quelle assegnate agli Inca e al culto. Esistevano, peraltro, altri compiti imposti alle comunità, consistenti nella manutenzione delle strade del loro territorio e dei ponti che permettevano di attraversare i numerosi fiumi impetuosi. Le varie contrade dovevano poi fornire, in caso di necessità, gli effettivi per gli eserciti in guerra e provvedere al corpo di staffette, dette chasqui, che consentivano di mantenere le comunicazioni. In alcuni casi si osservava una specializzazione dei compiti e così, nelle terre rivierasche l'attività principale era quella della pesca e, in alcune regioni montane, quella della pastorizia. Le donne ricevevano dal potere centrale la lana necessaria alla filatura e tessevano gli abiti per i membri dell'élite, riservandone una parte per i propri congiunti.
In alcuni casi eccezionali le varie comunità dovevano anche fornire la manodopera necessaria per lavori straordinari. Era questo il caso della costruzione di imponenti fortezze o quello dei ciclopici lavori di terrazzamento e di irrigazione che hanno caratterizzato il territorio andino nell'epoca dell'impero degli Inca.
La vita delle comunità andine era comunque serena e si svolgeva, di norma, sotto l'auspicio di una relativa tranquillità promossa dalla politica paternalistica degli Inca che si faceva un vanto nell'aver bandito la povertà e l'insicurezza dai territori posti sotto il proprio dominio.

#### I servi (Yanacuna)
Durante il regno di Túpac Yupanqui si sviluppò una nuova classe di sudditi dell'impero. Si trattava degli "yana", "yanacuna" al plurale secondo le regole della lingua quechua, una categoria di individui difficilmente catalogabile per le sue caratteristiche che stavano a metà tra quelle proprie degli schiavi e quelle dei servi. La loro nascita ha un riferimento storico. Le cronache dell'epoca narrano che, a causa di una congiura, molti avversari del sovrano erano stati condannati a morte, ma che l'intervento della regina avrebbe ottenuto di commutare la sentenza nella perdita di ogni diritto civile, relegandoli alla perenne condizione di servi.
Gli yanacuna erano svincolati dalle incombenze dei sudditi comuni e rispondevano soltanto ai loro signori. Con il tempo la loro classe si accrebbe notevolmente e acquisì un'importanza notevole, guadagnandosi la fiducia dei rispettivi domini e giungendo a ricoprire compiti elevati fino a ottenere, in alcuni casi, la nomina a "curaca". Erano principalmente addetti alla cura della casa del monarca o dei signori più importanti, ma i più capaci erano incaricati di compiti amministrativi di carattere generale e sovraintendevano alla corretta esecuzione delle funzioni culturali.
Questa categoria non dimostrò, all'atto della Conquista, un particolare attaccamento agli antichi signori. I suoi membri si schierarono, quasi senza eccezione, agli ordini degli spagnoli e, in molti casi, furono i promotori o addirittura gli artefici di numerose vessazioni nei confronti dell'élite decaduta. Abituati da sempre a esercitare le loro funzioni in nome di un'autorità distinta dalla loro, semplicemente cambiarono padrone e cercarono di mantenere le loro prerogative servendosi del potere della nuova classe dominante degli europei.

#### Le popolazioni trasferite (Mitmaq)
Gli Inca, per superare le ostilità che, talvolta, si frapponevano alla loro politica di integrazione nell'impero di tutte le popolazioni conquistate si servirono di una particolare istituzione, quella della deportazione di particolari gruppi sociali. Le categorie di individui trasferiti erano chiamate "mitmaq" in quechua, tradotto con "mitimae" dagli spagnoli.
Le caratteristiche di questi trasferimenti forzati erano molteplici. Potevano riguardare alcune etnie che si dimostravano particolarmente ostili all'assimilazione nell'impero e, in questo caso, intere tribù erano obbligate a cambiare di sede, nella consapevolezza che sradicate dalle regioni originarie e tradotte in altri territori, in mezzo a comunità fedeli, avrebbero perso ogni velleità di ribellione.
In altri casi erano invece delle comunità di provata fedeltà che venivano trapiantate in mezzo a tribù ribelli per fornire con il loro esempio e con la loro sorveglianza un aiuto allo Stato nella conseguente pacificazione. In ipotesi di difficoltà di assimilazione più pronunciate, si operava un interscambio e gruppi fedeli cambiavano la loro sede con tribù apparentemente ostili per raddoppiare i vantaggi di queste operazioni.
In ogni caso i trasferimenti avvenivano nel rispetto delle abitudini climatiche e le popolazioni della costa venivano inviate in altri territori rivieraschi, mentre quelle dei paesi montani rimanevano nell'ambito andino. Le popolazioni trasferite dovevano mantenere le loro caratteristiche, anche nei costumi e non potevano mutuare quelle delle popolazioni dei territori di destinazione. Potevano portare con sé i riferimenti sacri dei territori di origine, sotto forma di huaca e potevano conservare la religione avita, ma, in nessun caso, sotto pena di morte, potevano far ritorno ai paesi di origine.

#### La condizione della donna
Il ruolo delle donne, nella società inca, era generalmente subordinato alla componente maschile, ma questa collocazione contemplava numerose eccezioni. Già dall'esame dei miti delle origini e in particolare di quello degli Ayar, appare evidente il ruolo magico-religioso interpretato da Mama Huaco che manifesta, altresì, indubitabili connotati di natura guerriera. È lei che sconfigge il nemico con uno stratagemma di natura magica che ne accentua la ferocia ed è sempre lei che invia, con un pretesto, il fratello Ayar Cachi, divenuto scomodo, a reinserrarsi per sempre nella caverna da cui era sorto. La caratteristica guerriera di alcune donne era tipica della società aymara, ma non era estranea alle genti del Cuzco e ne abbiamo la riprova nelle leggende riferite a Pachacútec che citano un'eroina, Chañan Curi Coca come importante protagonista della vittoria sui Chanca.
Un'altra caratteristica attribuita alla componente femminile della società che traspare dai miti più antichi è quella della partecipazione attiva all'esercizio del potere sacerdotale. Nella divisione del Cuzco originario, l'eroe primordiale, Manco, attribuisce alla sorella Mama Ocllo la parte inferiore in cui si trova il tempio del Sole, appena fondato e in cui risiederanno, da allora in poi, sia i sacerdoti sia i futuri sovrani. D'altra parte all'elemento femminile è riservato il culto di Mama Quilla, la Luna, considerata la sposa sorella di Inti, il Sole e importante punto di riferimento della religione incaica.
Il ruolo sacrale della donna andina non poteva non trovare riscontro nella manifestazione più importante della gerarchia sociale, quella della sovranità. Accanto al monarca, il Qhapaq Inca, siede la Coya, la regina, che è la sua controparte agli occhi dei sudditi. Il matrimonio ufficiale del sovrano veniva celebrato all'atto della sua incoronazione e ne era condizione essenziale. L'impero degli inca non poteva concepire un sovrano senza consorte, così come non si poteva concepire il cielo senza la terra o il Sole senza la Luna.
La scelta della Coya era assai elaborata e coinvolgeva tutte le famiglie più importanti del Cuzco. Dal tempo di Túpac Yupanqui, forse anche per evitare ogni rivalità, il sovrano contrasse matrimonio con una propria sorella instaurando una sorta di incesto regale vietato al resto dei sudditi. Presso i suoi predecessori veniva invece scelta una sorella soltanto per parte di padre o una nobile appartenente a una delle famiglie più insigni. Le funzioni della Coya erano assai elaborate. Innanzitutto ella godeva della maestà propria del suo consorte e viveva con la stessa magnificenza. Aveva un seguito numeroso di fanciulle nobili e si spostava soltanto in lettiga. Presenziava alle funzioni religiose e riceveva l'omaggio di tutti i suoi sudditi, anche dei più nobili. Accanto a queste prerogative ufficiali svolgeva altri compiti di natura politica, forse meno evidenti, ma non meno importanti. Scorrendo le antiche cronache spagnole troviamo numerosi esempi della sua attività intesa a consigliare o a coadiuvare il consorte nella conduzione del regno. Durante le numerose assenze del sovrano, perennemente impegnato in campagne militari, sovraintendeva spesso alla conduzione del Cuzco esercitando una funzione di controllo. Alla morte del monarca era, di fatto, impegnata in una sorta di lotta sotterranea, in difesa del diritto di un figlio alla successione al trono e, di norma, in queste occasioni, riceveva l'appoggio della famiglia di origine.
Le altre nobili, dette Palla esercitavano, seppur in tono minore, le stesse prerogative presso le loro famiglie, ma, molte di loro, erano scelte come mogli succedanee dall'Inca supremo e in questo caso godevano di privilegi quasi uguali a quelli della Coya, soprattutto se avevano partorito dei figli di sangue reale. Le figlie del sovrano, le principesse reali, chiamate Ñusta, erano destinate a contrarre matrimonio con i personaggi più importanti dell'impero, ma una di esse era prescelta per divenire Coya, sposando il fratello erede al trono che, peraltro, poteva eleggerne anche altre a mogli succedanee.
Il rispetto che gli Inca manifestarono per le tradizioni delle genti conquistate, li portarono ad accettare, nelle regioni costiere, l'esistenza di donne "curaca", simbolo evidente di un precedente matriarcato. Francisco Pizarro, nella sua prima spedizione in Perù ebbe modo di conoscere, a Sud di Tumbez, una di queste dame che lo ricevette con tutti gli onori, manifestando, con ogni evidenza, la maestà di cui era investita.
La famiglia, tranne che nelle classi nobili, era strettamente monogamica e le donne comuni, una volta contratto matrimonio, si prodigavano per tutta la vita ad aiutare gli uomini nella coltivazione dei campi, a custodire gli animali, a tessere abiti e, soprattutto, ad allevare numerosi figli.
Una particolare istituzione incaica sottraeva però alcune di loro a questa esistenza ordinaria, collocandole in apposite comunità conosciute come quelle delle "vergini del Sole". I cronisti spagnoli hanno raggruppato in questa unica definizione tutte le donne che hanno trovato in speciali monasteri, appositamente costruiti per loro, ma, in realtà, esistevano all'interno di queste confraternite delle specifiche gerarchie. Le "vergini del Sole" propriamente dette erano in numero limitato e si occupavano esclusivamente del servizio dei templi e del culto delle divinità. Accanto a loro esisteva un altro corpo di donne, scelte per la loro avvenenza, educate per divenire concubine dell'Inca o per essere concesse ai nobili o ai "curaca" più meritevoli. Le altre, la maggior parte, erano impiegate per servire le prescelte e per tessere abiti per l'Inca o per la sua Corte e per preparare la Chicha, la bevanda fermentata, a base di granturco che fungeva da liquore e da offerta per le divinità.
Le donne, selezionate nelle varie contrade, rimanevano per alcuni anni in questi conventi e poi, potevano fare ritorno, colme di onori, ai paesi di origine e sposarsi, tranne le vere "vergini del Sole" che si consacravano alla divinità per il resto della vita. Tutte dovevano praticare la più assoluta castità ed ogni abuso era punito con la morte. Anche le donne nobili del Cuzco frequentavano questi conventi, ma per un periodo determinato e al solo scopo di ricevere un'educazione adeguata. Osservavano le regole della casa, ma erano esonerate dai lavori più umili.

### La giustizia
In una società di tipo dualistico la giustizia non poteva che essere differentemente amministrata a seconda delle classi. Gli Inca, in effetti, applicavano delle pene differenti a seconda che i colpevoli appartenessero al popolo comune o all'élite.
Il castigo per i nobili era volto a colpirli, per quanto possibile, nella dignità e nell'orgoglio, mentre l'indigeno comune doveva sottoporsi a delle punizioni corporali. Guaman Poma de Ayala nella sua opera Buen gobierno ha meticolosamente trascritto le varie ipotesi di correzione. Per la classe nobile, a seconda del delitto, era prevista: la pena di morte per decapitazione, la detenzione in carcere, anche a vita, la destituzione e l'espulsione dalla casta, la confisca dei beni, il taglio dei capelli e la reprimenda pubblica. I membri del popolo, poco sensibili a correzioni solo psicologiche, venivano sottoposti a punizioni materiali. La morte era di uso comune per i reati più gravi, mentre le colpe minori erano punite con l'invio alle piantagioni di coca, la bastonatura e la frusta.
Alcuni delitti prevedevano delle punizioni particolari. Per i casi di adulterio era prevista la lapidazione. In caso di inosservanza del voto di castità, le vergini del Sole erano sepolte vive e i loro partner impiccati. I traditori venivano uccisi e, per maggior spregio, con le loro pelli venivano confezionati dei tamburi e con i loro crani dei boccali, a perenne ricordo della loro infamia.
Per alcuni crimini particolarmente gravi, commessi contro la sovranità dell'Inca o la sacralità delle divinità, veniva punita tutta la famiglia del malfattore, nello spirito di responsabilità solidale che reggeva l'ayllu.
Esisteva anche una forma di ordalia, solitamente riservata ai prigionieri di guerra o ai rei non confessi. I malcapitati erano rinchiusi in un tenebroso carcere ricolmo di animali feroci e di serpenti velenosi e, se sopravvivevano per due giorni, venivano lasciati liberi.
L'esercizio della giustizia non era appannaggio di una classe particolare ed erano i funzionari amministrativi ad incaricarsi della sua gestione, salvo i casi di violazione di usanze regionali o di delitti minori che erano lasciati alla giurisdizione dei "Curaca". Il Consiglio dell'Inca si arrogava invece il giudizio dei crimini più gravi, commessi da un membro dell'élite, quando si riteneva che fosse in gioco la sicurezza dello Stato.
La procedura di giudizio era quantomai rapida e semplificata. I giudici ascoltavano l'interessato, gli accusatori e gli eventuali testimoni e dovevano emettere la sentenza entro cinque giorni. In caso di ritardo soggiacevano alle stesse sanzioni previste per il reo.

### L'amministrazione
L'amministrazione di un impero vasto come quello inca non fu un fatto compiuto, ma si sviluppò di pari passo con la crescita dei territori amministrati. Inizialmente, quando lo Stato era limitato a poche leghe intorno al Cuzco, furono sufficienti pochi capaci funzionari per regolare la vita delle comunità, ma quando le etnie assimilate diventarono numerose, si rese necessario espandere anche le strutture addette al loro controllo e alla loro direzione. La caratteristica principale che regolava i rapporti tra il potere centrale e le regioni periferiche era quello della ridistribuzione e della reciprocità che tanto avrebbe impressionato i conquistatori spagnoli. Si trattava di un interscambio di beni che si svolgeva a vantaggio di tutta la società. Prima della conquista degli Inca, le varie comunità vivevano in una sorta di autarchia che non consentiva uno sviluppo omogeneo. Alcune tribù producevano, ad esempio, mais in eccesso, ma mancavano di lana per i propri abiti e viceversa. Gli Inca regolarono il problema attraverso una saggia ridistribuzione, provvedendo cioè a ritirare i prodotti superflui e a fornire a tutti i loro sudditi i beni necessari a una serena esistenza. Gli indigeni consegnavano i loro prodotti o fornivano la loro forza lavoro e in cambio ricevevano assistenza e godevano di migliorie nelle tecniche di coltivazione
Il sistema amministrativo degli Inca, al momento del loro massimo sviluppo, venne perciò improntato ad un'economia generalizzata, necessariamente complessa. Il fulcro della struttura era rappresentato dal "curaca", il capo locale che era, nello stesso tempo, il sorvegliante dei suoi sudditi e l'intermediario con la direzione del Cuzco. Godeva di un sistema di reciprocità personalizzato, grazie alla parentela tramite matrimonio che contraeva con l'Inca, a cui concedeva le figlie e da cui riceveva delle nobili in sposa, ma la sua non era una posizione di comando assoluto.
Sopra di lui stava un corpo di funzionari che controllava il suo operato e che non esitava a chiederne la destituzione in caso di manifesta incapacità. Il "curaca" doveva garantire il lavoro dei suoi amministrati e provvedere a diverse incombenze nel suo territorio che andavano dalla manutenzione delle strade alla fornitura di uomini per gli eserciti e per le opere straordinarie dell'impero.
I funzionari regi dovevano sorvegliare tutto l'impero che, all'uopo era suddiviso amministrativamente in quantità di sudditi raggruppati in gruppi di cento, mille e diecimila famiglie. Ogni gruppo aveva un suo referente che ovviamente era di grado più elevato quanto più il numero era maggiore. L'amore degli Inca per la statistica li portò inoltre a suddividere il loro popolo in classi di età, dieci per gli uomini e dieci per le donne, ognuna incaricata di compiti particolari, determinati dalla loro forza fisica.
Su tutto il sistema vegliava un corpo di ispettori, i temuti "Tucuiricuc" che riferivano personalmente all'Inca o ai suoi incaricati. L'Inca supremo, infine, controllava tutta la complessa macchina burocratica avvalendosi di un Consiglio particolare composto dai rappresentanti di ciascuna delle parti dell'impero, dall'erede e dal sommo sacerdote, ma la cui composizione variava a seconda dell'epoca.
L'organizzazione amministrativa, pur elaborata e articolata, era quanto mai rapida ed efficace e, soprattutto, non era minimamente affetta dalla paralisi e dalla corruttela, i mali che affliggono di solito, la burocrazia.

### I tributi
La caratteristica fondamentale della società inca, almeno per quanto riguarda la contribuzione alle risorse dello Stato, era quella della solidarietà. La lingua quechua possiede tre vocaboli distinti per elencare questa particolarità. "Ayni" definisce l'apporto del singolo alla propria famiglia allargata, l'ayllu. Si trattava di una sorta di obbligazione dovuta alla parentela, in particolari occasioni, come, ad esempio, quella della costruzione della casa di una singola famiglia che veniva eretta con l'aiuto di più membri. Un altro termine, "minka", definiva invece l'apporto dei membri di più ayllu alla edificazione di un'opera di beneficio comune per tutta la comunità. Era questo il caso della costruzione di depositi comuni o della gettata di strade o di ponti distrettuali. Esisteva poi una terza categoria di opere solidali, quella chiamata "Mitta" o "Mita" che si riferiva a una vera e propria forma di lavoro collettivo prestata in favore dello Stato.
La "Mita" costituiva l'unica forma di tributo conosciuta all'epoca degli Inca. In una società che non conosceva la moneta e nella quale la proprietà individuale era assai limitata, la forza lavoro era, infatti, il vero ed unico supporto dell'economia dello Stato.
La "Mita" poteva estrinsecarsi con diverse modalità. Una delle sue principali caratteristiche era quella della coltivazione delle terre attribuite all'Inca o per lui all'élite e di quelle del Sole, ovvero del potere sacerdotale. L'estensione delle varie proprietà non era necessariamente omogenea e comunque le comunità godevano sempre di terreni sufficienti alla loro sussistenza. All'atto della conquista di un territorio, il potere centrale provvedeva a censire le terre acquisite e riservava allo Stato e al culto quanto sembrava superfluo. In molti casi i terreni sottratti alla comunità erano quelli aridi ed incolti che l'introduzione di successive tecniche evolute avrebbero resi fertili.
In ogni caso i prodotti destinati allo Stato o al Clero non venivano necessariamente utilizzati, ma ove fossero risultati esorbitanti per il fabbisogno dell'élite o dei sacerdoti, il surplus veniva immagazzinato e utilizzato per i fabbisogni delle varie comunità. In annate di raccolti particolarmente infelici, questi depositi avrebbero preservato, più di una volta, le comunità andine da quelle ricorrenti carestie che, prima dell'arrivo degli Inca, avevano caratterizzato l'altopiano peruviano e questa politica sarebbe stata uno dei principali motivi dell'accettazione favorevole delle leggi del Cuzco.
Oltre alla coltivazione delle terre dello Stato e del Clero, le comunità erano spesso chiamate a fornire la necessaria manodopera per la partecipazione a opere collettive di vasto disegno. Si trattava delle ciclopiche costruzioni di fortezze o di templi che hanno caratterizzato l'architettura incaica e che solo con un vasto impiego di più partecipanti si potevano conseguire. Altre volte si trattava di tracciare una rete di canali o di terrazzamenti che avrebbero consentito la progressione delle terre coltivabili nell'ostile ambiente andino, oppure di costruire delle strade o dei ponti che avrebbero permesso di far transitare gli eserciti e di unire tra loro le varie contrade dell'impero, attraverso l'utilizzo di una particolare rete di staffette dette "chasqui".
L'importanza della manodopera per l'apparato statale inca è resa evidente dalle leggi che garantivano la prosperità e lo sviluppo delle varie comunità. Il celibato, per esempio, non era ammesso e i funzionari regi procedevano periodicamente ad unire in matrimonio coloro che, pur avendo raggiunto l'età prevista, non avevano ancora provveduto di loro iniziativa a scegliersi il partner adatto.
In ogni caso l'indigeno comune aveva la percezione di dedicare il suo lavoro a qualche cosa di armonico che trascendeva la sua singola persona e che comunque lo avrebbe ricompensato delle sue fatiche. Egli vedeva lo Stato come un organismo che rifletteva l'armonia della natura e che riproduceva, nell'universo terreno, le regole che sovraintendevano alle strutture di quello divino. In questo contesto la evidente condizione favorevole dei membri dell'élite non suscitava in lui un sentimento di invidia perché riconosceva la necessità di una differente posizione sociale determinata dalle diverse responsabilità.

## Le discipline militari
In una società animata da un imperialismo divorante come quella Inca era inevitabile che le attività militari rappresentassero l'occupazione più importante dei membri della classe nobile. All'inizio della loro espansione gli Inca combatterono personalmente, in file serrate, durante le numerose guerre che li videro protagonisti, ma dopo la formazione dell'impero costituirono piuttosto i quadri dirigenti delle formazioni fornite dalle varie etnie assimilate. Ciò nonostante, in particolari occasioni, si schierarono ancora in schiere d'élite per fronteggiare l'avversario. Durante la guerra civile tra Huáscar ed Atahualpa, un battaglione di giovani, interamente composto da nobili Inca, venne gettato nella mischia, contro le truppe di Quizquiz, per dare tempo al proprio sovrano di approntare le difese necessarie e con il suo eroismo obbligò gli eserciti di Quito a segnare il passo per almeno un mese. Nella prassi corrente la funzione degli Inca era però quella di esercitare il comando delle numerose masse di armati che, di volta in volta, erano chiamate a partecipare alle campagne di conquista.

### L'esercito
Il fulcro delle armate imperiali era rappresentato dall'esercito. Si trattava di una massa composita divisa per etnie e comandata ciascuna dai propri capi, ma coordinata dallo stato maggiore degli Inca e, in casi particolari, diretta dall'Inca supremo in persona. Ogni schiera conservava i propri colori e si adornava degli usuali emblemi di guerra dando all'insieme un'immagine pittoresca e variegata che, data la moltitudine delle unità impiegate, impressionava qualunque avversario.
L'esercito osservava una stretta disciplina e, durante la marcia, ogni sopruso nei confronti delle popolazioni era, solitamente, punito con la morte. L'apporto logistico era curato in maniera particolare e la sussistenza era facilitata dai numerosi depositi di viveri ed armi che gli Inca avevano dislocato lungo le strade che attraversavano il loro impero. La leva era indetta tribù per tribù, ma raramente interessava simultaneamente tutte le contrade essendo, di solito, sufficienti le forze inviate da alcune delle etnie assimilate.
Gli Inca temevano, comunque, la ribellione, sempre latente, delle regioni recentemente conquistate e una particolare cautela era osservata nei riguardi di alcune tribù particolarmente turbolente. In caso di sollevazione, anche solo temuta, un'inesorabile decimazione colpiva le formazioni sospette come fu il caso, ad esempio, dei Chanca che, dopo la loro sconfitta, avevano accettato il dominio del Cuzco, ma che davano segni di insofferenza, mostrando un eccessivo orgoglio per alcune vittorie conseguite. Il loro comportamento era seguito con particolare attenzione e bastò una loro minima manifestazione di presunzione per decretarne l'annientamento. La drastica misura non giunse comunque ad effetto perché i Chanca, avvertiti da una concubina del generale Inca dell'incombente massacro, fuggirono di notte verso la selva e, da allora, nessuno ne seppe più nulla. A pagare per loro restò il comandante in capo degli Inca che, per la sua inettitudine, venne prontamente giustiziato.
La disciplina che vigeva nelle formazioni militari era applicata con estremo rigore nei riguardi degli appartenenti alla classe degli Inca in generale e dei responsabili di grado elevato in particolare. L'obbedienza più assoluta ai propri superiori era la regola generale e ogni abuso era represso severamente, spesso con la pena capitale. Non veniva tollerata la minima inefficienza e la codardia era particolarmente punita, tanto che chi si fosse macchiato anche solo di scarsa belligeranza era destinato a una sicura condanna oltre che all'esecrazione generale.

### Le armi
Gli eserciti inca erano formati da compagini di diverse regioni che, per motivi di opportunità, conservavano ognuna le proprie caratteristiche e si servivano delle armi a loro più congeniali. Esistevano delle tradizioni particolari che vedevano, ad esempio, i Cañari essere famosi per le loro picche o gli indios delle selve primeggiare nell'uso dell'arco, ma la varietà delle armi peruviane era piuttosto limitata e l'esercito aveva, tutto sommato, una sorta di omogeneità.
La scelta delle armi da battaglia poteva spaziare comunque tra alcuni strumenti di offesa o di difesa di uso comune.

#### Armi offensive
- Lance. Erano chiamate turpuna, ma venivano poco usate dagli eserciti inca che preferivano armi più corte e più adatte al corpo a corpo. La loro scarsa diffusione era dovuta anche alla mancanza, sull'altopiano andino, di alberi adatti a fornire delle lunghe aste. Il mancato utilizzo di queste armi si sarebbe dimostrato fatale nelle lotte contro gli spagnoli a cavallo che solo con l'uso di lunghe picche avrebbero potuto essere posti in difficoltà. Più tardi, gli Araucani del Cile avrebbero dimostrato che una nutrita schiera di guerrieri armati di lance poteva arrestare le cariche della cavalleria. Le lance degli Araucani arrivarono ad essere lunghe anche più di cinque metri. Saldamente appoggiate a terra e puntate contro il nemico formavano una barriera, erta di punte, insormontabile per qualunque cavalleggero.
- Archi. Il loro nome era huachina ed erano di diverse dimensioni, ma così come le lance erano poco usati nel Perù degli Inca. Spesso, però, gli eserciti del Cuzco comprendevano degli effettivi di indios delle foreste amazzoniche, particolarmente abili nell'uso dell'arco. Non pare invece che venissero impiegati dardi avvelenati, di uso comune nelle foreste del versante atlantico del continente.

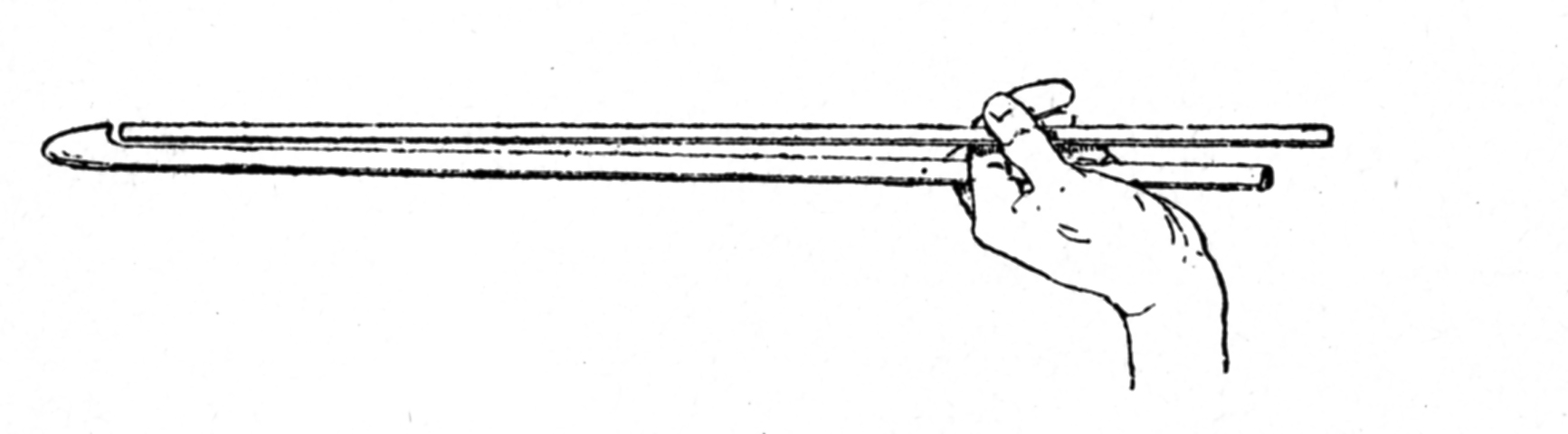
Uso del propulsore

- Propulsore. Arma chiamata comunemente anche Zagaglia, era uno strumento usato per lanciare frecce, anche di notevole dimensione, con un considerevole aumento della potenza e della gittata rispetto alla semplice forza umana. È formato da un'assicella di legno con un uncino posto all'estremità opposta a quella dell'impugnatura. La freccia posta sull'assicella è sospinta dall'uncino quando il braccio viene teso per il lancio e ne consegue un prolungamento della spinta che si avvale anche della forza del polso. La freccia così sospinta può quadruplicare la sua forza d'impatto rispetto ad un lancio ordinario. Era d'uso comune negli eserciti inca.
- Asce. Chiamate chictana erano solitamente costituite da una testa a doppio filo di pietra o di rame, più raramente di bronzo, fissata ad un manico di legno. Costituivano un'alternativa alle più usate macana.
- Fionde. Erano dette huaraca e, roteate sul capo, permettevano di scagliare con grande forza una pietra anche della grandezza di un pugno. Esistevano degli speciali reparti di frombolieri che tempestavano il nemico con una grandine di pietre, disorientandolo e scompaginandone le file.

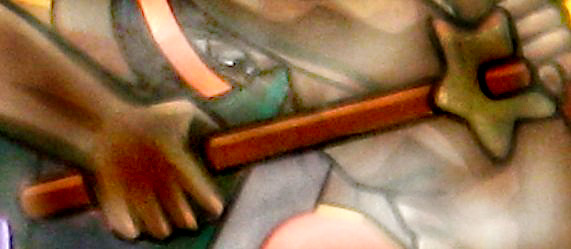
Una tipica macana inca

- Macana. Mazza di legno con, alla sommità, una parte di pietra durissima tagliata a forma di stella appuntita. Era l'arma preferita delle genti andine, usata per sfondare i crani dei nemici.
- Tumi. Era una sorta di coltellaccio, di forma particolare, in dotazione a tutti i reparti inca. Era considerato un'arma ausiliaria.
- Altre armi. Seppure in maniera più limitata venivano usate delle "bolas" una sorta di pietre (due o tre) annodate tra loro che, scagliate tra le gambe dei nemici, li facevano cadere rendendo agevole la loro uccisione da parte degli altri guerrieri

#### Armi difensive
- Elmi. I copricapo usati in battaglia erano solitamente di legno durissimo o di canne strettamente intrecciate ed erano rinforzati da fasce di cotone che attutivano i colpi. L'uso di elmi di metallo era raro. Gli Inca peraltro attribuivano somma cura all'ornamento che completava i loro copricapi e che variava da tribù a tribù conservando però sempre il denominatore comune della più pittoresca vivacità.
- Scudi. Lo scudo peruviano era di legno, piccolo e quadrato e terminava, nella parte inferiore con una sorta di prolungamento di stoffa che arrivava fin quasi al suolo. Era decorato con disegni geometrici che, probabilmente, avevano un significato magico e propiziatorio per il suo possessore.
- Armature. I guerrieri erano solito difendere il loro corpo con fasce sovrapposte di cotone, assai efficaci per attutire i colpi delle mazze o arrestare il taglio delle lame. Tuttavia, per avere il massimo della protezione era necessario imbottirsi considerevolmente e i movimenti risultavano impediti, per cui si preferiva una difesa più limitata, ma che consentisse l'agilità necessaria nel combattimento.

### Le tattiche militari
Le battaglie nelle antiche contrade peruviane si risolvevano con uno scontro frontale particolarmente cruento in cui ciascuno dei contendenti cercava di prendere il sopravvento sull'avversario. Quando una fazione in lotta infine cedeva, l'armata vittoriosa si lanciava alla caccia dei fuggiaschi facendone strage. Le antiche etnie peruviane non conoscevano tattiche di ritirata organizzata e la sconfitta era vissuta come una fuga disordinata in cui ciascuno dei perdenti, gettate le armi, cercava di salvare la vita.
Anche gli Inca, ai primordi della loro storia, si uniformarono alle usanze generalizzate, ma ben presto si differenziarono dalle altre etnie per l'introduzione, nelle loro file, di modalità strategiche più ragionate. Dapprima si trattò soltanto di una ferrea disciplina imposta alle truppe, poi, man mano che la loro potenza si accresceva, seguirono delle pratiche militari sempre più elaborate.
L'avvento dell'impero inaugurò anche la nascita di una strategia militare complessa. Innanzitutto gli Inca si servirono delle strade per congiungere tutte le contrade dell'impero. La rete di cammini particolarmente curati permise loro di far giungere nelle zone critiche contingenti di riserva in tempi ridotti. Lungo questi itinerari fecero costruire dei depositi sempre colmi di viveri e di armi, cosicché le reclute potevano percorrere il tragitto che li portava sul luogo di battaglia con la massima celerità senza l'ingombro di bagagli e con la sicurezza di trovare sul posto quanto era necessario.
La concentrazione nei luoghi dei conflitti di forze, reclutate nelle varie parti dell'impero, permise quindi agli Inca di affrontare l'avversario con una superiorità numerica rilevante. Le truppe del Cuzco, operando fuori dai loro confini, non avevano inoltre alcuno degli impedimenti psicologici che angosciavano i loro nemici che vedevano, durante lo svolgersi delle operazioni, i loro villaggi sul punto di essere devastati e distrutti.
Ciò nonostante gli Inca furono assai cauti nello svolgere le loro campagne. Anzitutto consideravano i territori da conquistare come loro futuri domini e si astennero, per quanto possibile, dall'arrecare danni irreparabili. Poiché le popolazioni, in un regime di tributi costituiti dalla sola manodopera, rappresentavano la vera ricchezza, cercarono sempre di procedere alla loro conquista con il minimo spargimento di sangue.
Erano soliti, una volta schierato l'esercito, offrire la pacifica accoglienza nell'impero alle popolazioni prese di mira, garantendo il rispetto delle usanze locali e quello delle loro divinità. I loro ambasciatori magnificavano le condizioni di benessere che godevano le regioni soggette agli Inca e rappresentavano i loro signori come i figli del Sole preposti alla conduzione del genere umano. Queste promesse e, ancor più, le velate minacce rappresentate dagli eserciti, inducevano la maggior parte delle etnie ad accettare la sovranità delle genti del Cuzco.
Non sempre però le tribù particolarmente fiere si piegavano senza combattere ed allora gli Inca intervenivano con tutto il peso delle armi. I loro disciplinati eserciti avevano facilmente ragione di rozzi avversari, ma talvolta questi, sfruttando la conformazione selvaggia del loro paese o asserragliandosi in munite fortezze, riuscivano ad opporre una fiera resistenza. Gli Inca, in questi casi, dimostravano la loro superiore capacità strategica. Il possente regno dei Chimù venne ad esempio debellato con la minaccia di distruggere la rete di canali che ne garantiva la ricchezza. I Carangue, al tempo di Huayna Cápac, furono indotti ad abbandonare la loro fortezza da una fuga simulata dello stesso sovrano che si finse in rotta, mentre altre due armate, che avevano aggirato la posizione, prendevano alle spalle gli ingenui indigeni, usciti incautamente all'inseguimento.
Salvo i casi di resistenze particolarmente accanite, i vinti erano trattati con moderazione. I capi ribelli erano eliminati e sostituiti con soggetti più duttili, ma la popolazione veniva risparmiata ed accolta nell'impero in cui finiva per integrarsi. Se poi la resistenza fosse continuata, gli Inca intervenivano con la tecnica delle "Mitimae", ossia trasferendo in sito delle popolazioni di provata fedeltà e deportando, in alcuni casi, quelle ostili in altre parti del loro vasto Stato.

## Cultura

### Le strade

La rete stradale dell'impero inca

Tra le manifestazioni di elevata civiltà che hanno caratterizzato la civiltà inca, quella che più di ogni altra dimostra la grandezza dei suoi artefici è senza alcun dubbio la rete stradale che hanno saputo costruire per unire tra loro le sparse regioni del loro vasto impero. Gli spagnoli, che per primi hanno scoperto e utilizzato le numerose strade degli inca, non hanno esitato a paragonarle a quelle che costituivano il vanto dell'antica Roma.
In effetti gli Inca, come già i Romani, avevano compreso l'importanza di collegamenti rapidi ed efficaci per sostenere l'unità e la sicurezza di un impero e si erano dotati delle necessarie strutture viarie, prima di loro limitate e scarsamente efficaci.
La rete viaria degli Inca si estendeva dai loro confini a Nord di Quito, nell'odierno Ecuador fino a raggiungere le lontane terre del Cile che rappresentavano l'estremo limite dell'impero a Sud. Era costituita da due itinerari principali, uno montano e l'altro costiero. Quello montano si sviluppava nell'altipiano andino, solcando fiumi impetuosi e superando passi elevati. Quello costiero seguiva, invece, per quanto possibile, il bordo del mare e doveva confrontarsi, talvolta, con deserti aridi e infuocati. Le due principali arterie erano collegate, tra loro, da percorsi minori che permettevano di passare da una via all'altra.
Le strade erano tracciate con estrema perizia e soggette a una manutenzione accurata e continua. In mancanza di animali da tiro e conseguenti carriaggi, il fondo non necessitava di una solidità importante, tuttavia era costruito nel disegno di una lunga durata. Nei passi andini il cammino era fornito di parapetti e nei terreni acquitrinosi un provvidenziale terrapieno permetteva di procedere con la necessaria sicurezza. Ad intervalli regolari sorgevano delle stazioni di sosta che permettevano il riposo dei viaggiatori e, nei terreni aridi ed assolati, dei filari di alberi consentivano una salubre ombreggiatura.
I sentieri di raccordo tra le due arterie principali erano necessariamente scoscesi perché dovevano inerpicarsi dal mare al pianoro delle Ande, superando delle creste imponenti. Nei punti particolarmente ripidi venivano intagliati dei gradini nella viva roccia, tuttavia il procedere su questi cammini era spesso oggetto di vertigini per i viaggiatori non abituati alle grandi altezze e alle vie esposte su burroni paurosi.
Lungo queste strade procedevano gli eserciti, in caso di guerra e carovane di lama e di portatori indigeni per i necessari e quasi quotidiani approvvigionamenti. Dei depositi di viveri ed armi erano stanziati nelle località più importanti, per servire di supporto alle truppe o di riserva per le popolazioni locali in caso di carestia o di calamità.
I sovrani Inca si facevano un dovere di provvedere alla costruzione di sempre nuove strade e non era raro che diverse arterie, costruite da sovrani differenti, avessero un percorso alternativo verso la medesima destinazione. La costruzione di nuove strade era spesso patrocinata dal potere centrale attraverso l'impiego della mita dei sudditi, ma la manutenzione delle varie strade era demandata alla responsabilità delle singole comunità, ognuna per il territorio di propria appartenenza.

### I ponti
Le particolari condizioni geografiche del territorio andino obbligarono gli Inca a confrontarsi con il problema dell'attraversamento di numerosi fiumi particolarmente impetuosi. L'arco era sconosciuto e comunque sarebbe stato di scarsa utilità dove le campate erano troppo ampie per consentire una costruzione muraria. Gli ingegneri inca risolsero il problema con la tecnica dei ponti sospesi che è in uso ancora oggi seppur con l'utilizzo di catene. Il materiale era fornito dalle fibre di agave che, una volta arrotolate a mano, consentivano di costruire delle funi robuste e durature. Le funi, una volta intrecciate venivano fatte passare da una sponda all'altra ed erano utilizzate per sostenere altre corde più piccole che reggevano delle passerelle di legno o di canapa intrecciata.

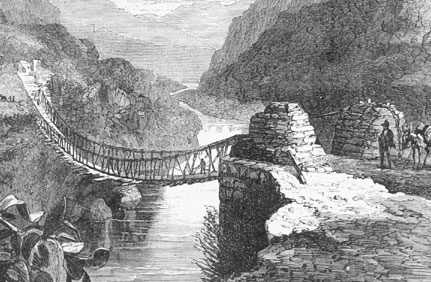
Il ponte sull'Apurimac da un'incisione di Squier del 1845.

Con questo sistema vennero superati degli strapiombi notevoli come quello sul fiume Apurimac, "il gran parlatore" in quechua, che divide il Cuzco dal Nord dell'impero con una gola profondissima, aspra e selvaggia, scavata tra due pareti di arenaria. Cieza de Leon, che lo utilizzò personalmente, parla di una lunghezza di ottantacinque metri, ma la sua è un'esagerazione perché a metà dell'Ottocento l'archeologo Squier procedette alla misurazione del ponte ed ottenne una lunghezza di quarantasei metri e un'altezza sulle acque di trentacinque.
Si tratta di misure comunque notevoli e ancor più notevole è il fatto che il ponte fosse ancora in piedi a quell'epoca. Le funi di portata avevano una circonferenza pari a quella della vita di un uomo e poggiavano su basi di pietra.
Su queste tremolanti passerelle, che oscillavano ad ogni folata di vento, si arrischiarono, all'epoca della Conquista, anche gli spagnoli con tanto di cavalli e i ponti inca ressero tranquillamente allo sforzo, ben superiore a quello previsto dai loro costruttori.
La manutenzione dei ponti era eseguita dalle popolazioni delle contrade più prossime che provvedevano alle riparazioni spicciole e alla sostituzione delle funi ogni due anni. In alcune località, ove i fiumi scorrevano in aperta pianura e non esistevano pareti di sostegno, gli Inca adoperarono dei ponti di zattere galleggianti stabilmente ancorate alle sponde. Anche in questi casi la manutenzione dei manufatti era demandata alle popolazioni locali.

### I corrieri
La imponente rete stradale che collegava, tra loro, le varie regioni dell'impero inca, aveva reso possibile la creazione di un sistema di comunicazioni particolarmente efficace.

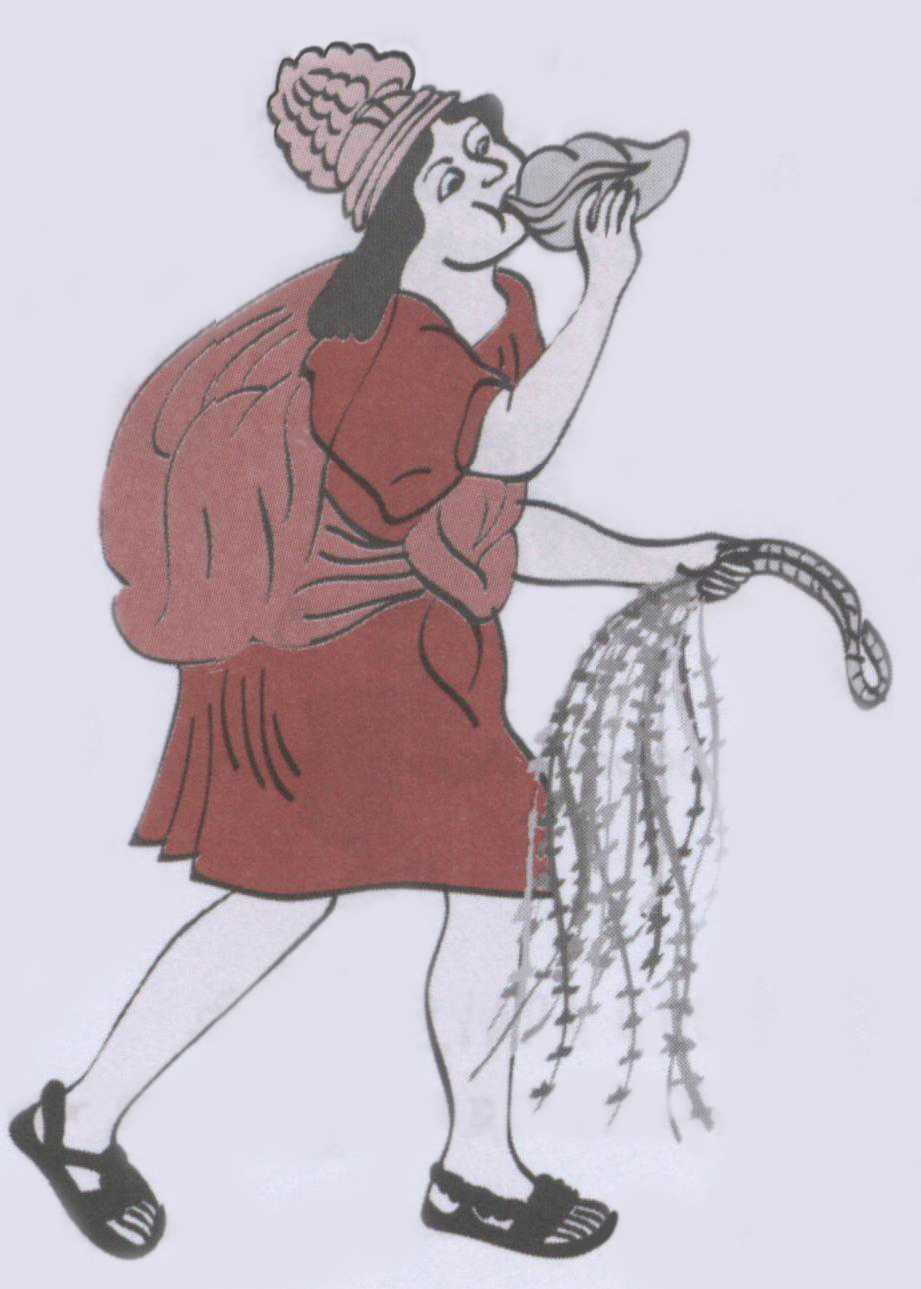
Un Chaski, messaggero inca (Felipe Guamán Poma de Ayala, 1616).

Si trattava di una sorta di corrieri scelti tra i giovani più veloci delle varie contrade. Lungo le strade andine sorgevano delle particolari costruzioni per ospitarli, svolgendo la funzione di vere stazioni di posta. Erano situate ad intervalli appositamente studiati per dividere lo spazio in uguali misure temporali e, così, in presenza di salite o di altre asperità erano più vicine l'una all'altra di quelle poste in pianura. Le staffette umane, dette Chaski (o chasqui), percorrevano la frazione di strada loro attribuita alla massima velocità possibile per portare dei messaggi o dei piccoli oggetti. Quando era vicino alla stazione successiva il chaski avvisava della sua presenza con il suono di una particolare conchiglia e, a questo richiamo, un altro giovane gli si portava incontro. I due corrieri percorrevano insieme un tratto di cammino per permettere al portatore dei messaggi di passare le consegne, quindi la corsa continuava fino al nuovo cambio e così ininterrottamente fino a destinazione.
Era tale la velocità di questi corrieri che, ogni giorno, del pesce fresco, appena pescato, era inviato dal Pacifico al Cuzco per la tavola del sovrano e vi perveniva in ottimo stato di conservazione. I chaski portavano, solitamente, dei quipu in cui erano registrati i messaggi che dovevano consegnare, ma con ogni probabilità imparavano anche, a memoria, alcune parole chiave che ne permettevano la decifrazione.
Questo sistema non era stato inventato dagli Inca, ma aveva una lunga tradizione nel continente sudamericano. Nelle tombe Mochica, eredità di una civiltà preincaica estintasi intorno al VII secolo, sono state, in effetti, trovate diverse raffigurazioni di corrieri dell'epoca che si differenziavano da quelli inca solo per la natura dei messaggi. I mochica non conoscevano i quipu, ma usavano dei fagioli colorati, con dei punti incisi, per trasmettere le loro informazioni.

### La navigazione costiera
Nella Biblioteca nazionale di Vienna esiste un manoscritto conosciuto come "Codex Vindobonensis S.N. 1600". In esso è compresa una relazione degli esordi della Conquista del Perù, nota come la "Rélacion Sámano-Xerex". Sámano è il nome del suo curatore e Xerex è quello del suo presunto autore, chiamato anche Francisco de Jerez. Oggi i critici sono unanimi nell'attribuirla a Bartolomé Ruiz, il pilota di Francisco Pizarro che, per primo, incontrò alcuni sudditi dell'impero inca.
L'incontro avvenne in mare, mentre Ruiz costeggiava le sponde dell'odierno Ecuador alla ricerca di una testimonianza di civiltà. Improvvisamente il vascello spagnolo si trovò di fronte a una grande zattera. L'imbarcazione indigena aveva a bordo una ventina di uomini, alcuni dei quali si gettarono a nuoto per sfuggire alla cattura. L'esperto pilota stimò che la zattera avesse una stazza di almeno trenta tonnellate. Era costituita da una struttura piana fatta di canne, a guisa di pali, legate tra loro con robuste canape. Aveva un ponte superiore, pure di canne legate, che permetteva ai suoi occupanti di stare sollevati dall'acqua. Era sospinta da vele di cotone sorrette da alberi e pennoni di legno. A bordo era colma di mercanzia di ogni tipo che serviva come base di scambio per ottenere dalle popolazioni costiere delle speciali conchiglie sia bianche, sia del colore del corallo di cui la zattera era ricolma.
Si trattava di una delle balse costruite dagli Inca per commerciare con le tribù rivierasche delle regioni sprovviste di strade. Le conchiglie, che ne costituivano il carico, il cui nome scientifico è Spondylus, un genere di molluschi bivalvi, erano assai ricercate dagli Inca perché utilizzate, in qualità di offerte sacrali, per la celebrazione di speciali riti eseguiti nel Cuzco e nei principali santuari dell'impero. Gli Inca erano una popolazione montana, ma avevano sviluppato questo genere di trasporto marittimo servendosi delle capacità marinare di alcune popolazioni conquistate. In altre occasioni non avevano esitato a spingersi per mare. Sarmiento de Gamboa ha raccolto una narrazione secondo la quale l'Inca Túpac Yupanqui avrebbe visitato delle isole lontane e Huayna Cápac, con un esercito di balse, aveva conquistato l'isola di Puná, fieramente difesa dai suoi irriducibili abitanti. Comunque la navigazione costiera ebbe, presso l'impero inca, uno sviluppo assai limitato come, del resto, per tutte le popolazioni dell'antico Perù.

### Arte
Gli Inca furono una società conquistatrice e la loro politica assimilazionistica è evidente nel loro stile artistico, simile a quello gotico che utilizza modi e forme delle culture assoggettate, fondendoli insieme per creare uno stile standard facilmente riproducibile e di rapida diffusione attraverso tutto l'Impero. Le semplici e astratte forme geometriche e le rappresentazioni fortemente stilizzate di animali nelle ceramiche, nelle sculture di legno, erano tutte proprie della cultura inca. I motivi non erano così legati al passato come nelle civiltà precedenti. Gli Inca furono diffusori della tecnica del bronzo, che utilizzarono per le armi e per gli strumenti di lavoro, invece in rame erano gli oggetti decorativi e di cerimonia.

### Architettura

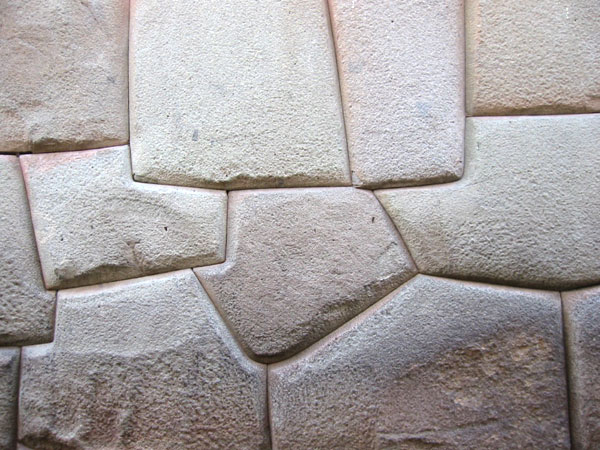
Tipologia di costruzione muraria a Cuzco

L'architettura fu di gran lunga la più importante arte inca tanto che il vasellame e i tessuti ne riproducevano spesso motivi.
I templi di pietra costruiti dagli Inca usavano un processo di costruzione “a secco” utilizzato per la prima volta su larga scala dai Tiwanaku. Gli Inca importarono i lavoratori di pietre dalla regione di Cusco quando conquistarono le terre a Sud del Lago Titicaca abitate dai Tiwanaku. Le rocce usate per le costruzioni erano lavorate per incastrarsi insieme perfettamente sovrapponendo ripetutamente una pietra sull'altra e scavando alcune parti della pietra inferiore, sopra la quale veniva compressa la polvere. Il forte incastro e la concavità delle rocce più basse rendevano le costruzioni straordinariamente stabili anche nei frequenti terremoti che colpiscono l'area. Gli Inca costruivano muri dritti eccetto che nelle località religiose più importanti e realizzavano intere città in una sola volta.
Gli Inca riproducevano anche nelle sculture la natura che li circondava. Si potrebbe facilmente pensare che le rocce lungo le strade Inca siano completamente naturali, tranne se si guardano nel periodo giusto dell'anno, quando il sole proietta un'ombra sorprendente, che tradisce le loro forme artificiali.

#### Terrazzamento e irrigazione

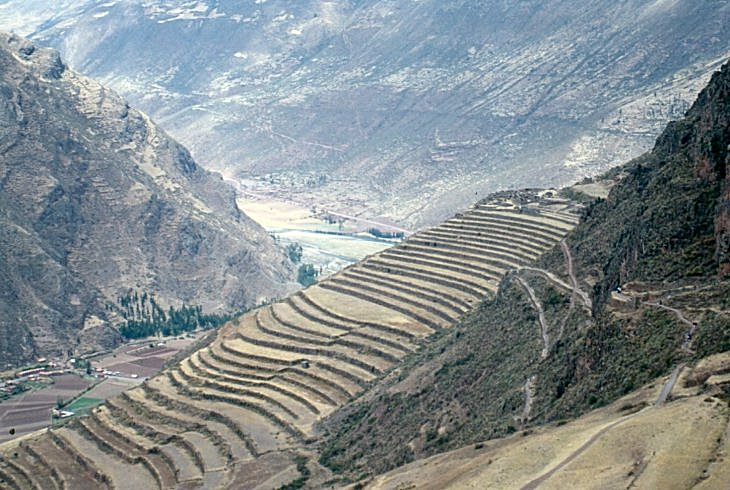
Terrazzamenti nell'odierno Perù

Per trarre il massimo dalla loro terra, gli Inca realizzavano sofisticati sistemi di terrazzamento del suolo e avanzati impianti di irrigazione. La tecnica del terrazzamento consentiva di aumentare la superficie coltivabile e contribuiva a contrastare l'erosione del terreno provocata dall'azione dei venti e delle piogge.
Questa tecnica dell'agricoltura a terrazze era stata appresa dagli Inca dalla precedente civiltà Huari; gli Inca, però, non utilizzavano il terrazzamento solo per la produzione di cibo. Presso i “tambo” (edifici utilizzati come punti di sosta e di ristoro), come ad esempio ad Ollantaytambo, le terrazze erano coltivate con fiori, fatto straordinario per quella terra arida.
Le terrazze della città di Moray vennero lasciate senza irrigazione in un'area deserta e sembrano essere state solamente decorative. I troni provinciali inca erano spesso scolpiti in speroni di roccia naturali e c'erano circa 360 sorgenti naturali nella zona intorno a Cuzco, come quello del Tambomachay. Presso il Tambomachay la roccia naturale era scolpita ed erano state aggiunte decorazioni di pietra, che creavano cavità e dirigevano l'acqua verso le fontane. Queste sculture pseudo-naturali avevano la funzione di mostrare sia il rispetto degli Inca per la natura e il loro dominio su di essa.

#### Le città
Le popolazioni della regione andina abitavano sugli altopiani oppure lungo la costa e costruivano le loro città assecondando la forma naturale del territorio e utilizzando i materiali presenti sul posto. Le città erano spesso circondate da ciclopiche mura. Gli edifici sugli altopiani solitamente avevano il tetto spiovente di paglia e le pareti in muratura, mentre quelli sulla costa avevano le pareti costruite in adobe (mattoni crudi di argilla essiccati al sole), intonacate di fango e dipinte, con il tetto piatto.

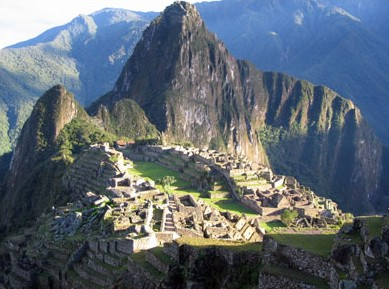
Machu Picchu

Le città degli altopiani, inoltre, a differenza di quelle sulle coste, dovevano fare i conti con le asperità del terreno, come ad esempio nel caso di Machu Picchu. Questa città, situata in posizione strategica sui confini dell'Impero inca è costituita da circa 143 edifici di granito, di cui circa 80 erano case, mentre gli altri erano templi dedicati al culto. Gli Inca avevano perfezionato delle tecniche molto sofisticate per la lavorazione della pietra: riuscivano infatti a tagliare enormi mattoni usando semplicemente un martello di pietra e della sabbia umida per levigarli. I mattoni così realizzati aderivano con tanta precisione l'uno all'altro che non c'era bisogno della malta per legarli.
La capitale dell'Impero, Cuzco, sorgeva nel cuore delle Ande, ed era suddivisa in settori delimitati da strette strade lastricate, disposte in modo da riprodurre i quattro quarti dell'Impero inca (o Tawantinsuyu). Era molto ricca di templi, palazzi e piazze cerimoniali. La zona centrale era riservata ai sovrani e ai nobili: i loro palazzi spesso erano provvisti di vasche di pietra interrate, in cui i re e i potenti potevano fare il bagno e rilassarsi. L'acqua giungeva alle vasche attraverso dei canali di pietra. Intorno alle città spesso venivano costruiti dei magazzini in cui gli Inca conservavano ogni genere di merce. A questi edifici potevano accedere solamente i funzionari statali in periodi di crisi o di assedio. I magazzini erano sempre forniti di: armi, tessuti, lana, patate e mais.

### Abiti
Gli abiti erano divisi in tre classi. Il tipo awaska veniva utilizzato in ambito domestico e presentava una tessitura di circa 120 fili per pollice.

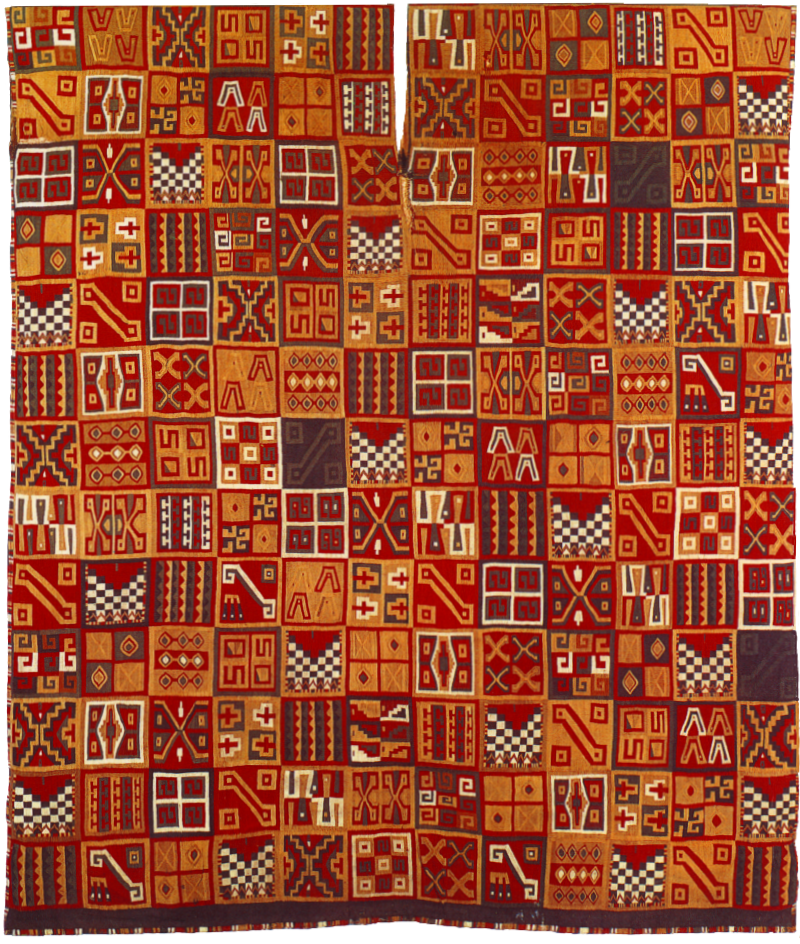
Tessuto Inca con i tipici disegni geometrici

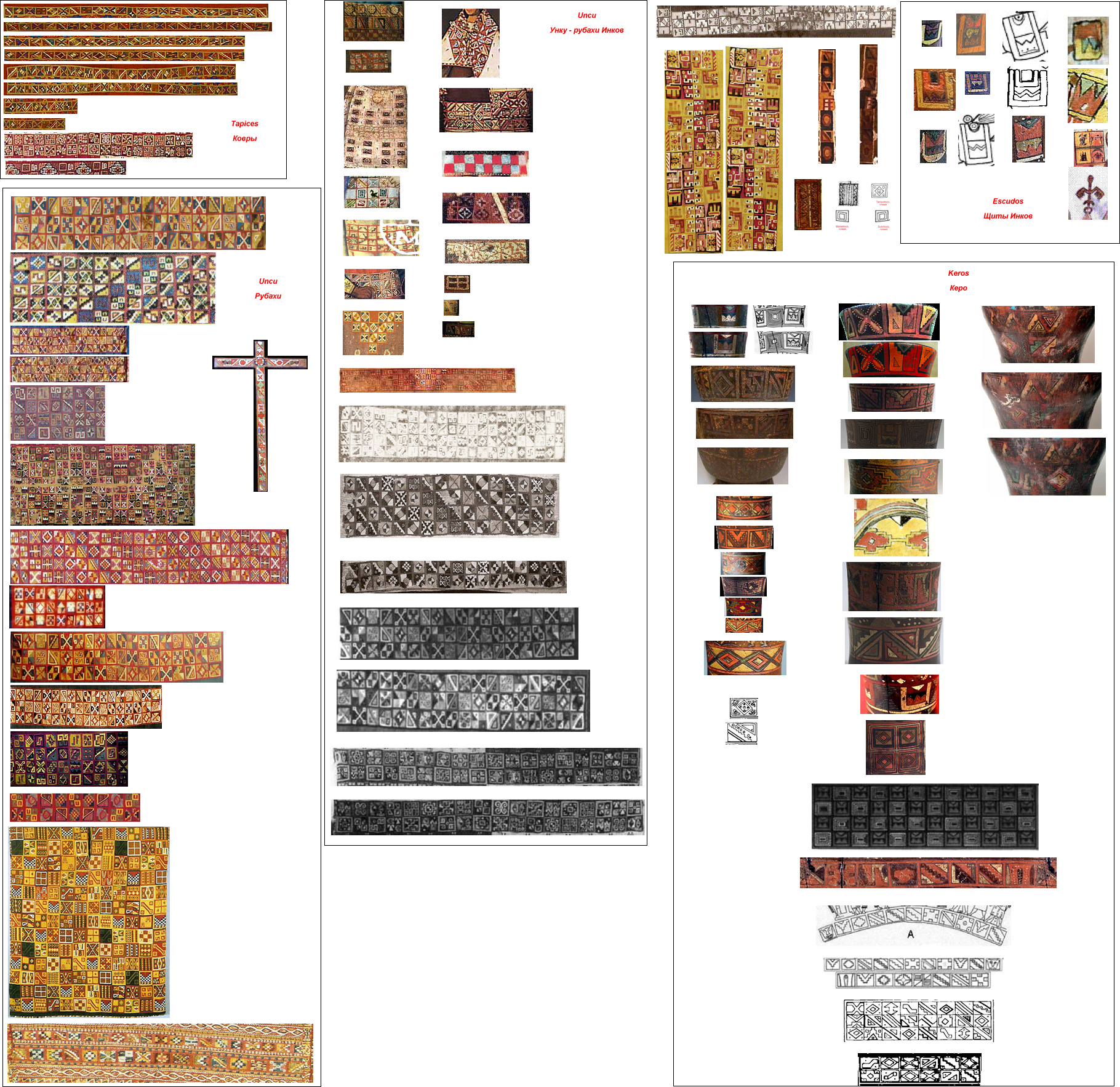
Tocapus

Abiti di miglior fattura venivano chiamati qunpi ed erano di due tipi. Il primo, indossato dagli uomini qunpikamayuq (portatori di buoni vestiti), era raccolto come tributo in tutto l'Impero ed era usato come moneta di scambio, per adornare i governanti, come regalo ai politici alleati e per cementare la lealtà. L'altro tipo di qunpi era di qualità ancora migliore: era tessuto dalle aqlla (ragazze vergini del tempio del dio sole) e utilizzato solamente per usi reali e religiosi. Aveva una tessitura di 600 fili per pollice, livello mai raggiunto in altre parti del mondo fino alla Rivoluzione Industriale nel XIX secolo.
Oltre alla tunica, le persone importanti indossavano un llawt'u, una serie di corde avvolte intorno alla testa. Per mostrare a tutti la sua importanza, l'Inca Atahualpa commissionò un llawt'u tessuto con i peli di un pipistrello. Il capo di ogni ayllu o famiglia estesa aveva il proprio copricapo.
Nelle regioni conquistate, gli abiti tradizionali continuavano ad essere tessuti ma i tessitori migliori, come quelli di Chan Chan, venivano trasferiti a Cuzco e tenuti là per tessere i qunpi.
La foggia degli abiti variava a seconda del sesso. Gli uomini calzavano dei corti pantaloni, detti "huara", talvolta sostituiti da una fascia coprisesso avvolta intorno alla cintura e indossavano una camicia, solitamente bianca, senza maniche (uncu). Completava il loro abbigliamento una mantella di lana marrone portata sulle spalle e annodata sul petto (yacolla). Le donne vestivano una lunga tunica (anacu) aperta su un lato e stretta in vita da una cintura. Il loro mantello era grigio e veniva fissato sul petto con una grossa spilla (lliclla). Entrambi calzavano dei sandali di cuoio di lama (usuta), allacciati al piede con un cordone di lana di vivaci colori. Questo valeva per le classi popolari, ma anche gli abiti degli Inca avevano la stessa fattura, salvo essere confezionati con le lane migliori. Facevano eccezione le vesti del sovrano e quelle dei sacerdoti che avevano caratteristiche particolari.
L'uso della gioielleria non era uniforme attraverso l'impero. Gli artisti Chimú, per esempio, continuarono a portare gli orecchini anche dopo la loro integrazione nell'Impero inca, mentre in molte altre regioni potevano farlo solo i capi locali.

### La scrittura
Gli Inca non conoscevano la scrittura, almeno nella forma con cui noi la intendiamo, tuttavia avevano escogitato altri metodi per registrare dati e per rappresentare in forma convenzionale le informazioni ritenute interessanti.
Lo strumento più usato era il quipu, costituito da una corda principale da cui pendevano una quantità di funicelle minori. Le funicelle secondarie avevano differenti colori e su ciascuna di esse comparivano diversi nodi. Il tipo di colore, la natura dei nodi e la loro posizione rappresentavano informazioni differenziate che un lettore esperto di quipu era in grado di interpretare. Tutti gli studiosi moderni sono concordi nel ritenere che, tramite i quipu, gli Inca erano in grado di annotare dati statistici con una meticolosità impressionante. Vi è discordanza, invece, sulla tesi, seguita da alcuni, secondo la quale i quipu permettevano di esprimere anche concetti astratti e di registrare avvenimenti storici. Sappiamo con certezza che numerosi funzionari spagnoli sono stati testimoni di resoconti narrati da anziani indigeni sulla base della lettura dei loro quipu, ma si obietta che le cordicelle annodate, in questi casi, potrebbero essere state utilizzate solo come supporto mnemonico.
Accanto al quipu, nelle raffigurazioni dell'epoca, troviamo spesso la yupana che si presenta come una sorta di pallottoliere. La yupana classica era costituita da venti caselle su cui erano distribuiti dei semi o delle pietruzze. Gli indigeni più abili, semplicemente spostando i semi, riuscivano a compiere dei calcoli anche molto complicati che lasciavano esterrefatti gli osservatori spagnoli, regolarmente superati in destrezza e rapidità.
Un altro aspetto particolare della civiltà inca ha interessato i ricercatori moderni nella ricerca di una forma di scrittura sui generis impiantata nell'Alto Perù. Si tratta dei tocapu, gli arazzi incaici, spesso di variopinti colori, decorati con motivi a scacchi comprensivi di figure geometriche. L'originalità di queste figure e la ripetitività dei segni rappresentati ha suggerito l'idea che si trattasse di una sorta di concetti espressi con quel metodo particolare. In effetti tutte le rappresentazioni di Qhapaq Inca vedono raffigurati i vari sovrani con qualcuno di questi tocapu, ognuno con i propri disegni particolari. Questa osservazione ha suggerito che si trattasse di una sorta di linguaggio araldico, assimilabile a quello degli stemmi gentilizi della storia europea, ma al momento questa è solo una teoria in cerca di dimostrazione.
Va peraltro osservato che è in corso, al momento, una disputa scientifica sull'autenticità di alcuni manoscritti seicenteschi che, se riconosciuti validi, getterebbero una nuova luce sull'interpretazione di quipu, yupana e tocapu. Si tratta dei documenti della cosiddetta collezione Miccinelli, dal nome della loro scopritrice. In essi un antico gesuita peruviano, Blas Valera, insieme ad altre importanti rivelazioni, fornirebbe la chiave di lettura dei citati strumenti andini.

### Lavorazione di ceramiche e di metalli

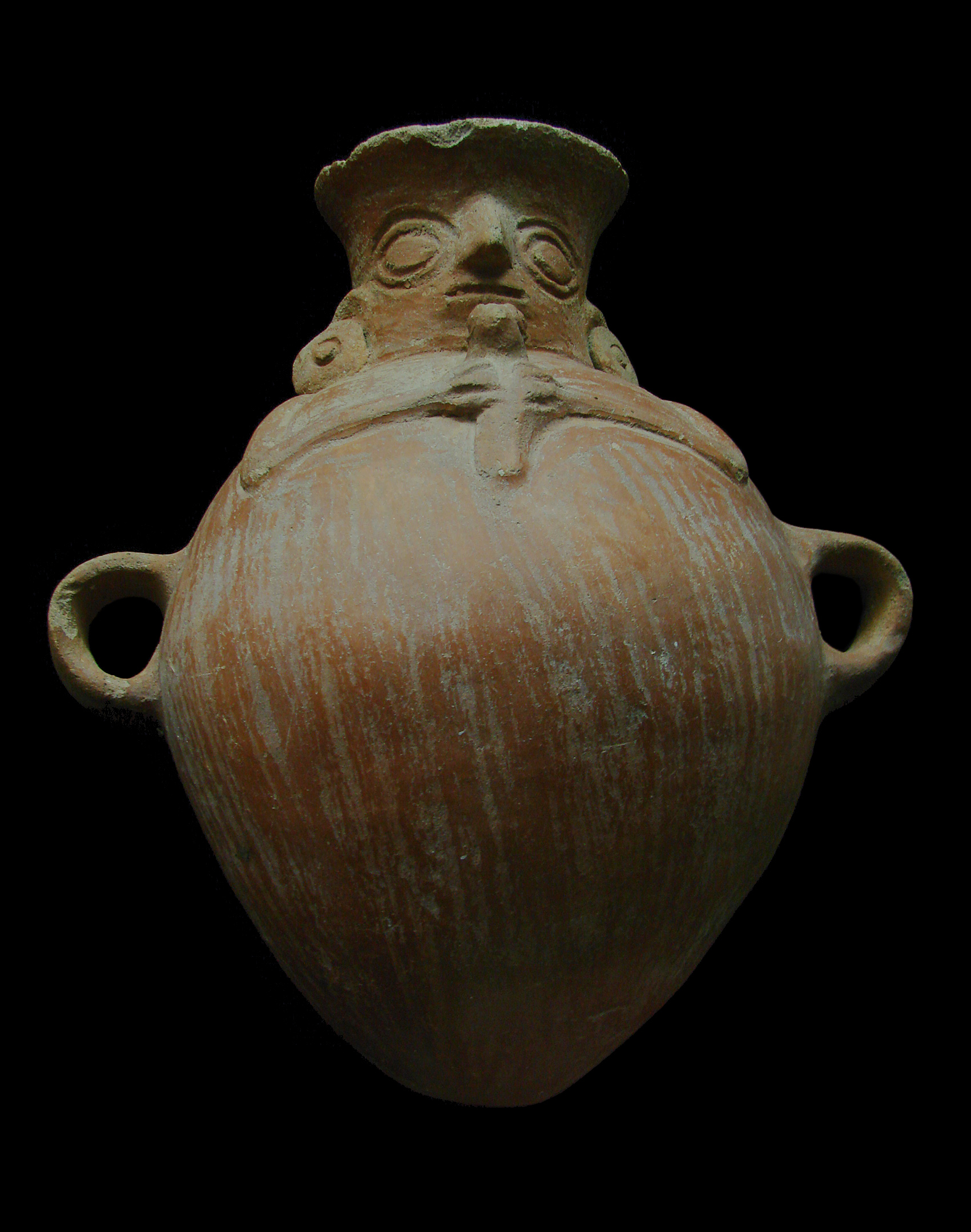
Tipica ceramica incaica.

La tecnica di fabbricazione della ceramica poggiava principalmente sull'abilità degli artigiani che operavano ignari del tornio. Le parti del manufatto erano modellate separatamente e quindi unite tra loro. Il collo e le anse delle giare erano aggiunte al prodotto finito come ultima operazione. Per evitare increspature durante la cottura veniva aggiunta della paglia tritata all'argilla. Le pitture erano invece difese dal calore con degli involucri di legno.
Tipica terracotta inca è quella dell'ariballo un particolare vaso in cui il collo occupa un terzo dell'altezza. È dotato, in basso, in prossimità della massima circonferenza, di due anelli in cui venivano fatte passare delle corde per agevolarne il trasporto sulle spalle. È dipinto con sobrietà cromatica con motivi geometrici o figurativi su base gialla, arancione o rossa.
Le ceramiche servivano principalmente per scopi pratici, ma nonostante ciò mostravano lo stile decorativo imperiale, che era prevalente nei prodotti tessili e negli oggetti metallici. Questo materiale era inoltre usato, in alternative alle conchiglie, per la fabbricazione di trombe che primeggiavano tra gli strumenti musicali suonati dagli Inca, quali: i tamburi, gli strumenti a fiato, come i flauti e i flauti di pan.
Gli Inca non conoscevano il ferro, ma lavoravano il piombo, il rame e lo stagno con cui fabbricavano il bronzo ed erano in grado di estrarre e purificare l'oro e l'argento. Le loro tecniche di lavorazione erano raffinate e consentivano lavori a sbalzo, la damaschinatura per sovrapposizione dei metalli e la saldatura dell'argento.
Gli Inca inoltre realizzavano splendidi oggetti in oro come le maschere con cui coprivano i volti delle mummie degli imperatori. I metalli preziosi, però, erano molto meno presenti rispetto alle culture peruviane precedenti. Lo stile di lavorazione dei metalli degli Inca deve molta della sua ispirazione all'arte Chimú e infatti i migliori lavoratori di metalli di Chan Chan vennero trasferiti a Cuzco quando il regno di Chimor fu incorporato all'interno dell'Impero. A differenza dei Chimú, gli Inca non sembra considerassero i metalli così preziosi come gli abiti pregiati. Quando per primi gli spagnoli incontrarono gli Inca furono offerti loro in regalo dei vestiti di tipo qompi.
Le scene dipinte sul vasellame e sugli altri oggetti ci forniscono preziose informazioni sulla vita e la cultura delle civiltà andine: si è potuto notare, ad esempio, che generalmente i nobili inca portavano una lancia.

### Cosmovisione e religione

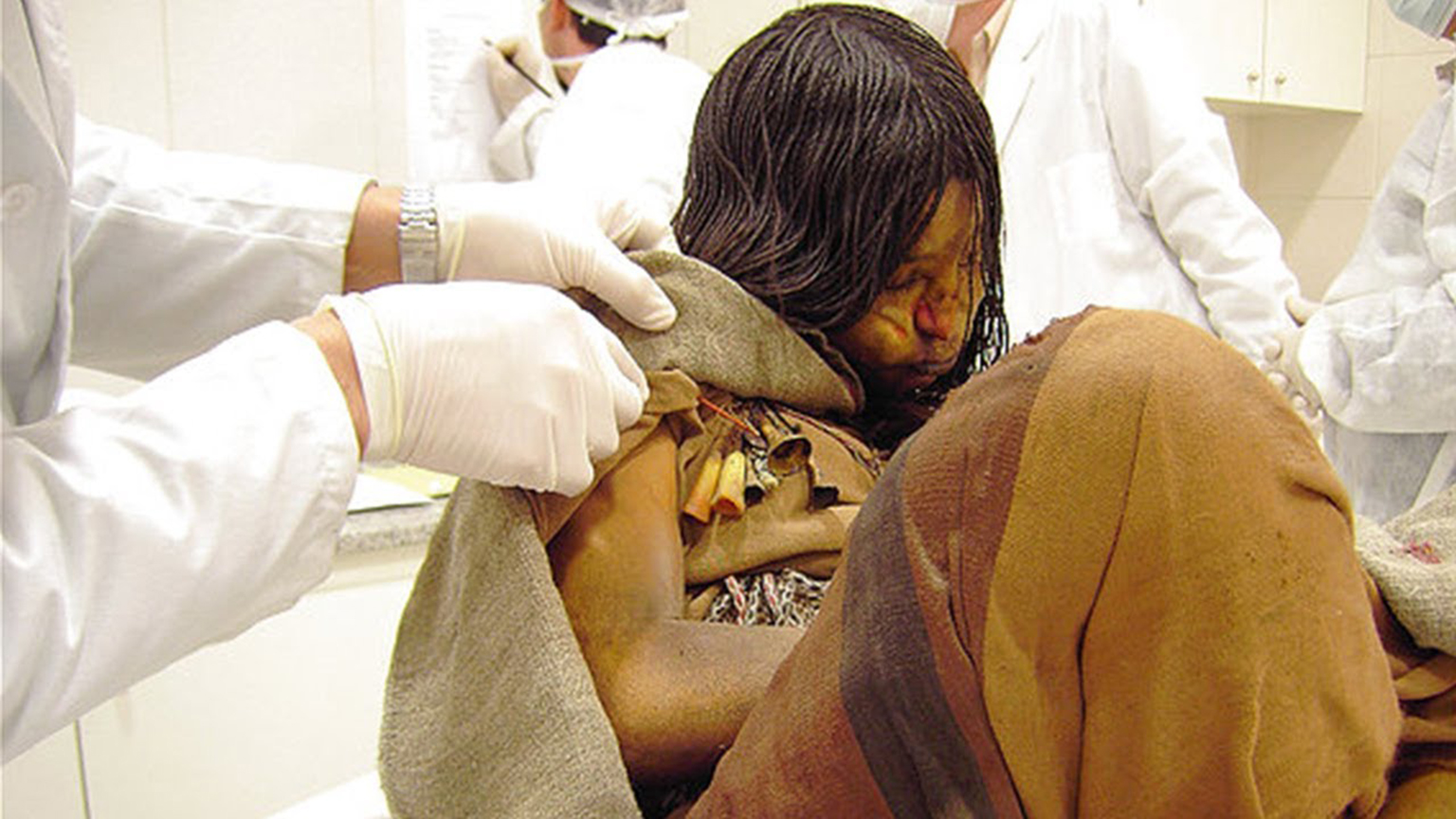
Analisi di laboratorio di una delle "mummie di Llullaillaco", bambini incas sacrificati sulla cima del vulcano Llullaillaco, nella provincia di Salta (Argentina).

L'indigeno al tempo degli Inca non concepiva il mondo materiale come inanimato, in quanto, per lui, ogni cosa era dotata di uno spirito di riflesso divino. La forza di questo spirito, interiore a tutte le cose, poteva essere di diversa intensità e, quando si rivelava particolarmente potente, si era in presenza di un oggetto da venerare come sacro come, ad esempio, nel caso delle Huaca.
Partendo da questa visione di sacralità del cosmo, le regioni spaziali erano considerate di tre particolari nature, a seconda della loro collocazione in altezza. La regione superiore era detta "Hanan pacha", letteralmente il mondo alto e comprendeva il cielo e gli astri. Il mondo della superficie terrestre era chiamato "kay pacha" e veniva identificato con il mondo abitato. La porzione sotterranea della terra "Hurin pacha" era, infine, il mondo di sotto. Le regioni superiore ed inferiore ammettevano ulteriori suddivisioni ed erano riferite, per quanto riguarda l'aspetto temporale, rispettivamente al futuro e al passato, essendo il presente rappresentato dal kay pacha.
La tradizione andina si riallinea, inoltre a quella delle grandi civiltà precolombiane, per quanto attiene alla credenza di successive età cosmiche. Secondo Guaman Poma de Ayala sarebbero state quattro: quella dei Huari Viracocha runa, i giganti sacri, quella dei Huari runa, ovvero i giganti, quella dei Purun runa, gli uomini numerosi come granelli di sabbia e quella degli Auca runa che sta per uomini della guerra. Tutte queste ere avrebbero avuto termine per cataclismi provocati dall'indegnità dei loro rappresentanti e gli Inca sarebbero stati inviati dal Sole per dare origine a una nuova età. In altre leggende vi è discordanza circa i nomi e il numero delle ere precedenti quella degli Inca, ma tutti i racconti sono concordi nello stabilire un andamento ciclico della storia del genere umano nelle concezioni degli antichi popoli andini.
I miti che riguardano la creazione dell'universo si rifanno principalmente alla divinità di Viracocha, originariamente adorato dalle genti della regione del lago Titicaca e, poi, riconosciuto quale entità suprema dagli Inca e, tramite loro, da tutto l'impero.
Non si tratta propriamente di un dio creatore, in quanto, l'idea di creazione, seppure esistente, assume connotati assai vaghi nella mentalità andina. È più appropriato definirlo un demiurgo a cui si deve la nascita del Sole, della Luna e delle Stelle, nonché quella del genere umano. Progredendo nelle loro conquiste spesso gli Inca si trovarono di fronte a concezioni simili alla loro e non esitarono a riconoscere l'identità di particolari divinità con quella di Viracocha. È questo il caso di Pachacamac, il potente dio creatore adorato sulla costa e patrono del più importante santuario peruviano, rispettato ed onorato anche dagli Inca.
Se Viracocha era il dio di tutte le genti, Inti, il Sole era il dio tutelare degli Inca ed è naturale che a lui venissero riservati templi ed onori particolari. Viracocha veniva adorato unicamente in due piccoli santuari e gli Inca spiegavano questa apparente mancanza di devozione con il fatto che trattandosi del padrone di tutte le cose egli era dappertutto e non poteva essere limitato in un singolo tempio. Nel fastoso Coricancha del Cuzco, secondo Juan Santa Cruz Pachacuti, l'emblema di Viracocha aveva comunque il posto d'onore, sotto forma di un aureo cerchio ovale che si ritiene rappresentasse l'uovo cosmico da cui è nata ogni forma di vita.
Accanto a Inti era adorata la Luna, chiamata Mama Quilla, sua sposa e sorella che costituiva la sua controparte femminile. Altre divinità, particolarmente oggetto di adorazione erano le stelle dette Quillur e la folgore, nota come Illapa. In una terra prevalentemente agricola non poteva mancare una particolare devozione per la terra, detta Pachamama, intesa come dispensatrice di sostanze alimentari.
Oltre a queste divinità maggiori gli Inca onoravano tutte le manifestazioni del sacro che ritenevano essere evidenti nelle Huaca di cui abbondava l'impero. Le huaca erano assai numerose e potevano essere collocate nel Cuzco o in qualsiasi altra contrada. Erano di natura diversissima e potevano consistere in: sorgenti, fontane, cime di montagne, luoghi particolari, alberi, corpi mummificati e quant'altro rivelasse una particolare assimilazione della forza divina e primordiale che reggeva l'universo.

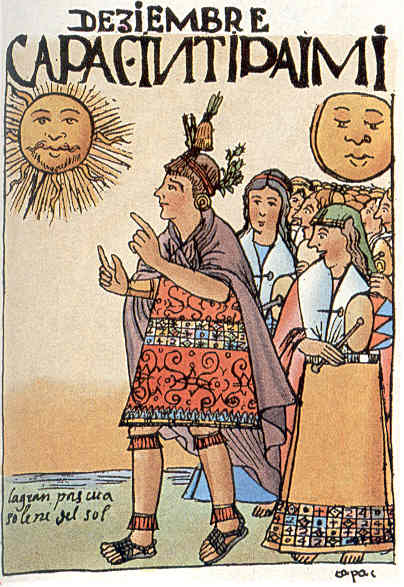
Celebrazione di un Intiraymi. Disegno di Felipe Guaman Poma de Ayala.

Divinità e huaca erano oggetto di particolari riti officiati da corpi di sacerdoti e ricevevano sacrifici adeguati alla loro importanza. Questi sacrifici potevano consistere in offerte di chicha, di prodotti floreali o di speciali conchiglie raccolte sulla costa, ma era comune immolare anche piccoli animali di cui i lama rappresentavano la specie preponderante. Tra gli scopi di questi sacrifici vi era anche quello di vaticinare il futuro attraverso l'esame delle viscere.
In alcuni casi, relativamente ridotti, venivano sacrificati degli esseri umani, di solito dei fanciulli o delle giovani fornite dalle loro etnie. L'esistenza di sacrifici umani è stata decisamente negata da Garcilaso Inca de la Vega e, con lui, dal gesuita anonimo identificato in Blas Valera, ma contro la loro autorità si sono schierati tutti i cronisti dell'epoca. La recente scoperta di alcune mummie, perfettamente conservate, di giovani immolati sulle cime di montagne ritenute sacre, ha permesso di fugare ogni dubbio in proposito.
Le onoranze alle varie divinità avvenivano, nelle diverse contrade, in occasione di feste grandiose a cui partecipavano le intere popolazioni. Era questa un'occasione di contatto e di fraternizzazione tra classi solitamente divise dalla più rigida separazione. Alcune di queste celebrazioni, ad esempio quella dell'Intiraymi e della Citua duravano diversi giorni.
Le classi elevate vivevano la loro religiosità in termini, talvolta, di speculazioni filosofiche che le ponevano a confronto con problematiche connesse al rapporto tra la maestà di Viracocha e quella di Inti. Era questo il tema di maggior investigazione teologica che aveva visto le posizioni contrastanti di diversi sovrani e che ovviamente coinvolgeva nelle dispute le schiere dei sacerdoti addetti ai culti della divinità di riferimento.
Nulla di tutto questo interessava la massa dei sudditi che vedeva nel dio Sole il punto di riferimento del culto statale. Ogni contrada aveva peraltro delle divinità minori che gli Inca, saggiamente, lasciavano coesistere all'atto delle loro conquiste e questi numi continuavano ad essere adorati seppur subordinatamente al culto del Sole.
Oltre a queste manifestazioni religiose sussistevano anche tutta una serie di pratiche di pura superstizione che in un mondo, considerato animato, non potevano mancare. Pratiche sciamaniche, pozioni e fatture erano di uso quotidiano per l'indiano comune come pure tutta una serie di azioni scaramantiche che, peraltro, non vedevano immuni dal loro uso neppure i membri dell'élite.
Una particolare pratica vedeva uniti tutti i membri delle comunità. Era quella della confessione a speciali sacerdoti dei vari peccati commessi. I predicatori spagnoli vi hanno subito visto una riproduzione del Sacramento cattolico dello stesso nome, ma la parentela è solo apparente perché per l'indio, il peccato non aveva solo un senso morale, ma anche e soprattutto il valore di una contaminazione che andava eliminata. La colpa, una volta consumata la penitenza, era idealmente trasferita su un oggetto inanimato e questo distrutto, mentre un lavacro completava la purificazione. L'inca era il solo a non confessarsi davanti a un sacerdote. Lo faceva in privato davanti a suo padre il Sole e si mondava da ogni peccato con un apposito lavacro.

### Medicina
La medicina inca si avvaleva prevalentemente di procedimenti magici, tuttavia aveva progredito notevolmente anche in campo terapeutico conseguendo conoscenze evolute in campo sia chirurgico sia farmacologico.
La chirurgia prevedeva l'amputazione di arti compromessi e la trapanazione del cranio. L'apertura della scatola cranica aveva talvolta lo scopo di liberare degli spiriti molesti, ma veniva praticata anche per curare le numerose ferite riportate dai guerrieri in battaglia. Si presume che la necessaria anestesia venisse ottenuta mescolando la coca con un potente alcalino per ottenere della cocaina. Le operazioni ottenevano spesso un pieno successo, come testimoniano i numerosi teschi che recano tracce di incisioni perfettamente rimarginate durante la vita del paziente. Gli strumenti andavano da una specie di trincetto metallico a lame di ossidiana, entrambe particolarmente taglienti.
In campo farmacologico la prevalenza dei rimedi era di origine vegetale. La coca occupava il posto più importante e veniva usata, masticata in foglia o come decotto, contro la diarrea, le coliche e le ulcere, ma erano noti anche altri prodotti ugualmente utili. Gli Inca usavano come purganti la radice di "huachanca" o il frutto del "molle", un prodotto roseo simile al pepe, per cicatrizzare le ferite si servivano delle foglie verdi del mais e per ridurre la febbre dei decotti di cicoria o di fibra di cactus. Le foglie di "quinua" curavano la gola, quelle di "yuca" alleviavano i dolori reumatici e quelle dell'"apichu" distruggevano gli acari della pelle.
Le foglie di coca, comunque, erano usate anche per attenuare la fame e il dolore. I Chasqui (messaggeri) le masticavano per un supplemento di energia quando trasportavano, come corridori, i messaggi attraverso l'impero. Recenti ricerche di Sewbalak e Van Der Wijk, studiosi dell'Erasmus University and Medical Center, hanno dimostrato che, contrariamente alle credenze popolari, gli Inca non erano dipendenti dalla coca.
Studi recenti hanno dimostrato che furono il primo popolo ad utilizzare farmaci assunti grazie a contrazioni antiperistaltiche dei muscoli del retto che li sospingevano all'interno del corpo.
Altri prodotti avevano destinazioni specifiche per curare: emicranie, fegato, milza e calcoli renali. L'urina umana veniva conservata e usata con frizioni per curare emicranie, mal di denti e febbre dei piccini. La carne di condor giovane, consumata in brodo. curava la follia e quella del colibrì o uccello mosca, l'epilessia. Un altro rimedio usato consisteva nel prendere un pezzo di corteccia da un albero di pepe, bollirla, e metterla sopra una ferita mentre era ancora calda.
Una tribù particolare, quella dei "Collahuaya", originaria del lago Titicaca, era detentrice delle massime tradizioni terapeutiche dell'impero, di cui custodiva gelosamente il segreto e i suoi più accreditati rappresentanti costituivano il corpo dei medici ufficiali dell'Inca supremo.
Per l'indigeno peruviano dell'epoca, fosse pure un Inca o un umile suddito, le cure mediche, da sole, non erano sufficienti a conseguire la guarigione di un ammalato, se non erano accompagnate da pratiche magiche atte ad allontanare gli spiriti malefici. L'assunzione di sostanze benefiche veniva pertanto supportata dall'intervento di guaritori specializzati che cercavano anzitutto di localizzare la malattia. Una volta individuato il punto responsabile del malanno, i guaritori cercavano di farne uscire le potenze negative sfregandovi delle pezze di lana o dei porcellini d'India che poi venivano immediatamente distrutti. In casi particolarmente gravi non esitavano a succhiare la parte dolente per suggerne le parti velenose. Sacrifici di ogni tipo, che in caso di malattia dell'Inca assumevano proporzioni vistose, accompagnavano in genere tutte le pratiche di guarigione.

### Pratiche di sepoltura
Il sistema di inumazione degli Inca variava da contrada a contrada, ma ovunque rispondeva alla consapevolezza di una sopravvivenza ultraterrena. Era credenza diffusa che coloro che obbedivano al codice morale inca, ovvero ama suwa, ama llulla, ama qhilla (non essere né ladrone, né bugiardo, né fannullone) sarebbero andati a vivere nel caldo regno del dio Sole, mentre gli altri sarebbero stati costretti a trascorrere un'esistenza eterna nella fredda terra.
Le spoglie dei defunti, dette "malqui" erano considerate huaca e come tali onorate. Si credeva che lo spirito dei morti, una specie di doppio astrale continuasse a vivere accanto al corpo e per garantirgli un'esistenza confortevole si aveva cura di preservare il cadavere dalla decomposizione. A tal fine si procedeva a particolari metodi di sepoltura. Lungo la costa, dove il clima arido e secco permetteva la conservazione dei corpi, la fossa era scavata a forma di bottiglia e racchiudeva il defunto assiso in posizione fetale. Sull'altipiano venivano usate delle grotte o dei mausolei artificiali, dove le spoglie venivano lasciate avvolte in stoffe, dopo un sommario trattamento di conservazione.
Gli Inca inoltre praticavano la mummificazione dei personaggi più illustri. Le mummie venivano dotate di un grande assortimento di oggetti che sarebbero stati utili nella vita ultraterrena e venivano anche usate in vari rituali o celebrazioni. Generalmente il corpo del defunto, sistemato in posizione fetale e legato, veniva avvolto in una stoffa di cotone e fatto sedere con la schiena eretta. Non solo mummificavano i più ricchi ma lasciavano ad essiccare i corpi per poi tenerli in casa e fargli delle offerte.
Un particolare trattamento ricevevano le spoglie dei sovrani e quelle delle loro consorti. Perfettamente imbalsamate con l'uso di particolari sostanze aromatiche venivano conservate nelle dimore di origine e onorate come se fossero ancora viventi. Una speciale schiera di servi era deputata alla loro cura e si incaricava di curare periodicamente l'offerta di cibi e bevande. In particolari occasioni erano raggruppate nella piazza principale del Cuzco per assistere alle cerimonie più importanti e sovente venivano portate in visita, le une alle altre. Un sacerdote e una sacerdotessa erano deputati a interpretarne i voleri e rispondevano per loro conto, ad ogni sorta di richieste, comprese le autorizzazioni a contrarre matrimonio da parte di coppie delle loro famiglie.

### Altre pratiche
Gli Inca praticavano la deformazione del cranio stringendo intorno alla testa dei neonati delle fasce di tessuto al fine di alterare il loro cranio ancora morbido. Il risultato estetico di queste pratiche variava da tribù a tribù ed era il risultato di tradizioni ancestrali precedenti al dominio degli Inca.
Nel secolo scorso si era sviluppata una teoria secondo la quale l'uso di queste tecniche sarebbe stato utilizzato per agire sulle circonvoluzioni cerebrali al fine di determinare il carattere degli individui ed ottenere dei sudditi succubi ed obbedienti. Recenti indagini hanno invece chiarito che queste deformazioni non causavano danni al cervello. Le ricerche del Field Museum confermano che la pratica era usata esclusivamente per marcare le differenze di etnia all'interno dell'Impero Inca.

### Cibo e coltivazioni
Si stima che gli Inca coltivassero circa settanta specie di prodotti agricoli. I principali erano: canna da zucchero, patate, patate dolci, mais, peperoncini (C. pubescens), cotone, pomodori, arachidi, una radice commestibile chiamata oca e un cereale conosciuto con il nome di quinoa.

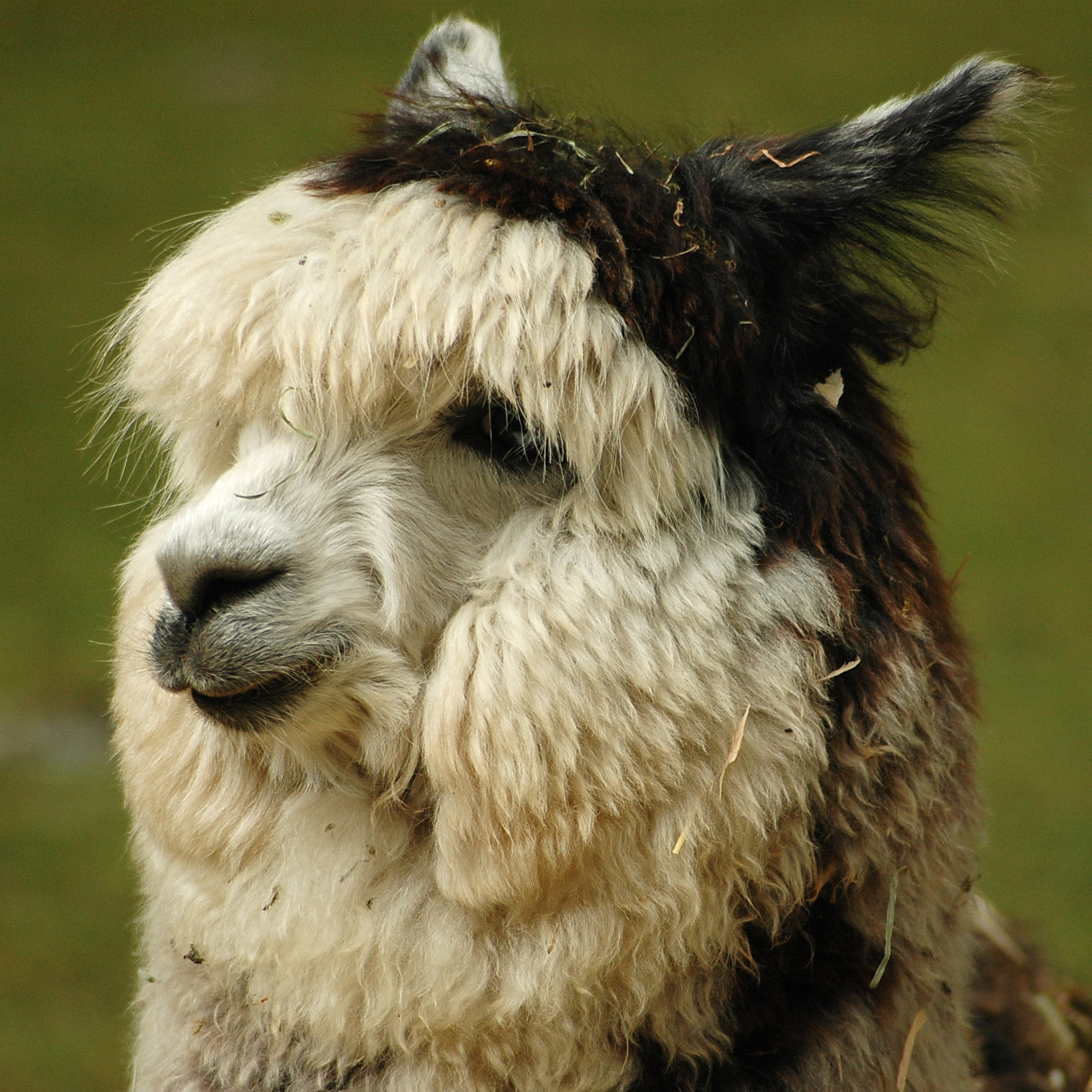
Tipo di alpaca domestica

Gli Inca coltivavano prodotti agricoli sulle coste più secche del Pacifico, in alto sugli altopiani delle Ande e in basso nella Foresta Amazzonica. Nell'ambiente montagnoso andino, essi fecero un uso estensivo dei campi terrazzati che non solo permettevano loro di sfruttare il suolo montano ricco di minerali quando le altre popolazioni dovevano lasciarlo a riposo, ma sfruttavano anche i microclimi favorevoli alla coltivazione di una grande varietà di prodotti agricoli durante tutto l'anno. Gli attrezzi agricoli erano costituiti per la maggior parte da semplici bastoni per scavare. Gli Inca inoltre allevavano i lama e gli alpaca per la loro lana e la loro carne e per usarli come animali da trasporto e catturavano le vigogne selvatiche per il loro ottimo pelo e i guanachi per la loro carne.
Il sistema stradale inca era una delle chiavi del successo dell'agricoltura in quanto permetteva la distribuzione delle derrate alimentari su lunghe distanze. Gli Inca costruirono anche grandi depositi, che permettevano loro di vivere agiatamente anche durante gli anni in cui imperversava El Niño mentre le civiltà vicine pativano i morsi della fame.
La dieta della classe comune era a base di cereali, principalmente di mais, ma si arricchiva anche di patate o di altri tuberi. La carne compariva raramente nella mensa dell'indigeno sotto forma di porcellino d'India o di pesce, mentre quella dei camelidi era una rarità, così come quella dei prodotti della cacciagione. Secondo le stime di Louis Baudin (Il Perù degli Inca) le calorie assunte giornalmente raggiungevano le 3 400 soltanto in periodi particolarmente favorevoli.
Il mais era anche usato per produrre la chicha, una bevanda fermentata simile alla birra nostra di cui gli indigeni facevano largo uso in occasione di particolari festività.

## Nella cultura di massa
• Il film d’animazione Disney Le follie dell’imperatore è ambientato proprio durante il periodo degli Inca.
Inoltre il nome dell'arrogante imperatore protagonista è Kuzco, riferimento al nome della città di Cuzco che fu capitale dell'impero Inca.